# アーツ・アンド・クラフツ運動

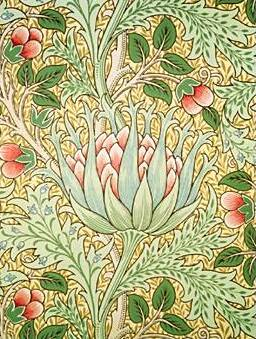
ジョン＝ヘンリー・ダールがモリス商会のためにデザインした「アーティチョーク」の壁紙、1900年以前のもの

アーツ・アンド・クラフツ運動（アーツ・アンド・クラフツうんどう、英: Arts and Crafts Movement）は、イギリスの詩人、思想家、デザイナー、社会主義活動家であるウィリアム・モリス（1834年-1896年）が主導し、19世紀末の1880年代から20世紀初頭にかけてイギリスで興った美術工芸運動。芸術と生活に関する運動であり、「真の芸術」で構成された住居に暮らすことで民衆の人間性が向上し「平和で公正な社会」が実現されると考え、理想化された中世ヨーロッパを範とし、手工芸の復興を目指し、住環境の改善を推進した。産業革命後のイギリス社会の諸問題の解消を目指すもので、地域共同化や自然と一体化した生活を大切にする運動であり、社会運動の面を持つ。

## 前史

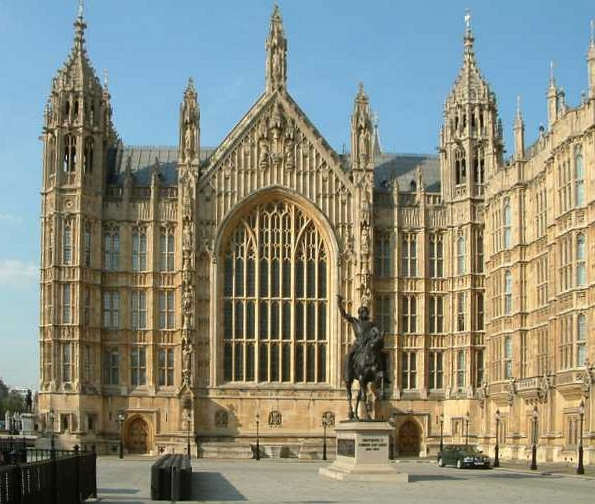
ウェストミンスター宮殿、ピュージン設計

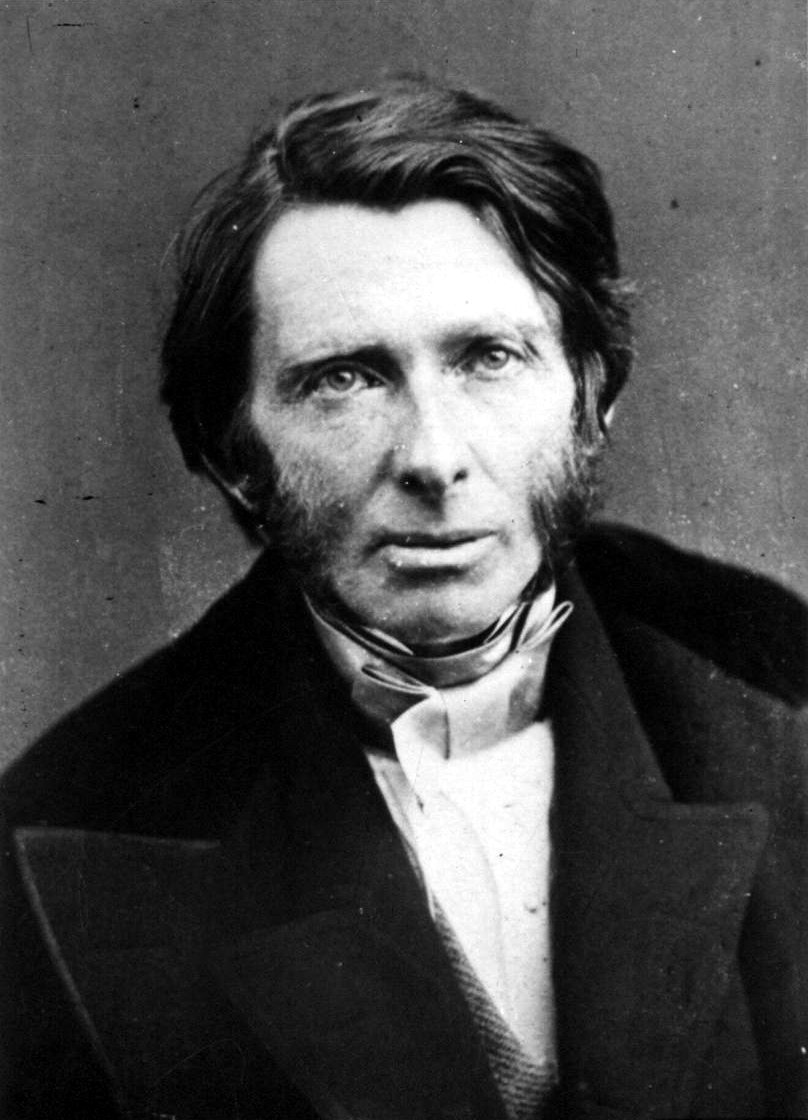
ラスキン、1850年代

アーツ・アンド・クラフツ運動は、当時世界で最も工業化が進んでいた国イギリスで、ヴィクトリア朝後期に生じた。1830年代にはすでに萌芽が見られるが、1880年代から運動としてとらえられるようになった。産業革命後の当時のイギリスでは、工業化・機械化による大量生産により安価な商品があふれており、機械生産に合った新たなデザイン教育の必要から学校や組織の創立が続いたが、新しい様式を確立するには至っておらず、混乱した状況であった。
イギリスのアーツ・アンド・クラフツ運動の哲学的基盤として、2つの重要な源泉がある。1つ目は建築家・建築理論家・デザイナーのオーガスタス・ウェルビー・ノースモア・ピュージン（1812年－1852年）で、中世主義を信奉してゴシック様式を提唱、実際に多くの教会を建築し、彼が提唱したゴシック・リバイバルは支持を集めた。彼の初期の著作はイギリスの産業化に対する懸念を予見していた。
2つ目は理論家で美術評論家のジョン・ラスキン（1819年－1900年）で、彼は中世の建築を誠実な職人技と高品質の材料のモデルとして示し、機械文明を批判した。他、歴史家・評論家のトーマス・カーライルによる機械文明批判もある。
これらに大きな影響を受けて1848年にロセッティ（1828年－1882年）らが芸術家グループのラファエル前派を結成した。

## 成立と展開

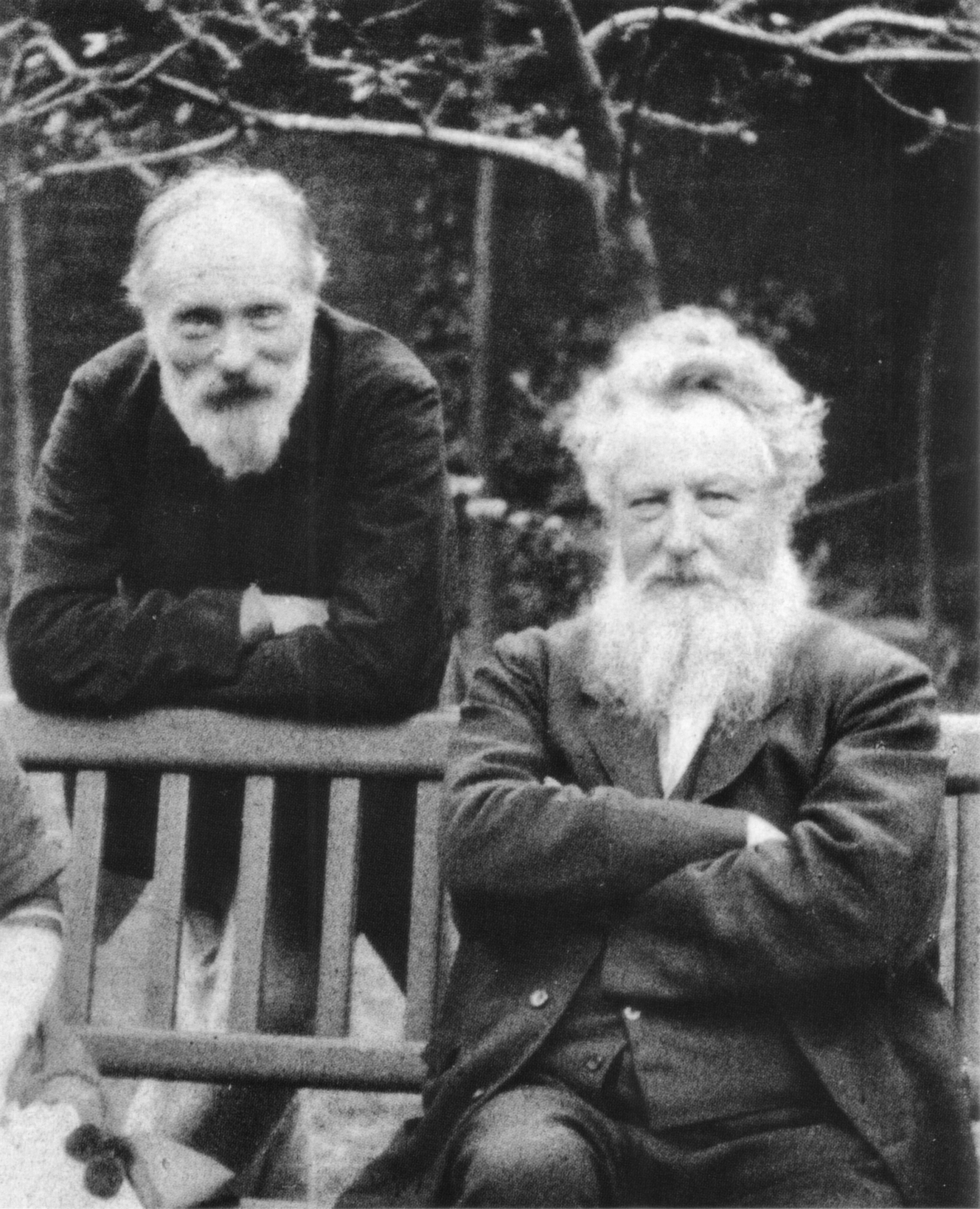
ウィリアム・モリスと画家のエドワード・バーン＝ジョーンズ（1833年－1898年）、1890年頃

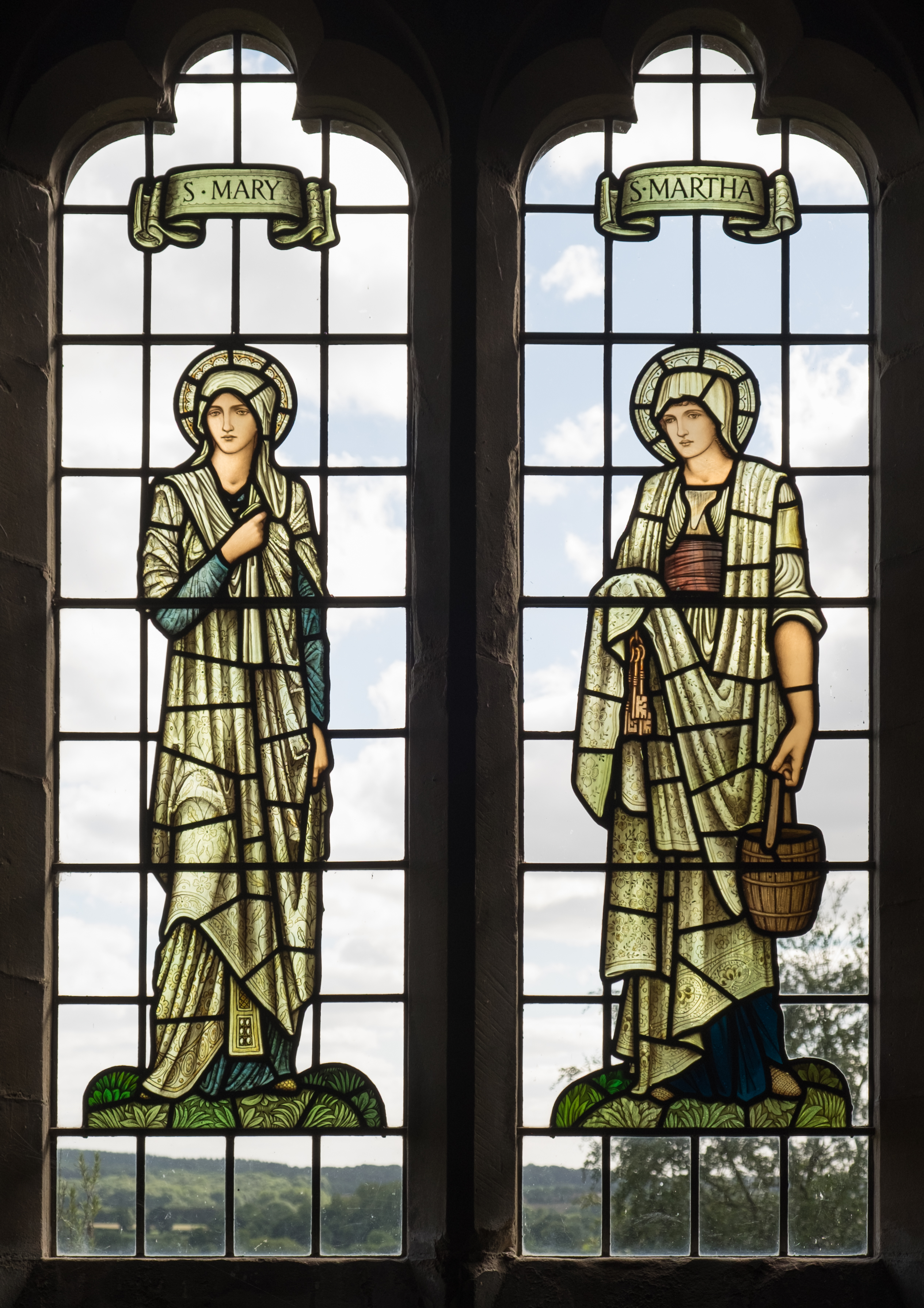
イングランドのウォリックシャーの教会のステンドグラス。バーン＝ジョーンズがデザイン（モリス商会）

イギリスにおいて、工業化された生活に対する不安が、手工芸と資本主義以前の文化や社会形態に対する肯定的な再評価を促進した。ヴィクトリア朝時代の装飾は過剰な傾向があり、それに対する反発もあった。アーツ・アンド・クラフツ運動はラファエル前派の強い影響下にあり、ラファエル前派の理念にあった中世ヨーロッパ的な理想を、手工芸品を通して当時の19世紀後半のヨーロッパ社会に再現しようとした運動である。デザイン運動と呼ばれることもあるが、根本的には手工芸の復興を目指す運動である。
ラスキンの説得力のあるレトリックは、運動の代表する人物であり、熱心な社会主義者のウィリアム・モリスに影響を与えた。モリスは機械生産の商品を俗悪な工芸品とみなして批判し、ラスキンの「美的感覚に働きかけることによって道徳心や倫理観を育成することがよりよい社会の形成につながる」といった思想を根拠に、中世の手工芸に美術の本質があると考えるようになり、広く改革運動を展開。芸術とは「労働におけるよろこびの表現」であると考え、それを体現する（と彼が考えた）、中世ヨーロッパの理想化されたギルド的な労働のあり方、クラフツマンシップ（職人の技）、「ゴシック的手工芸」にこだわり続けた。そのためアーツ・アンド・クラフツ運動は、近代的な意味での工芸様式を生み出すことはなかった。モリスは自然とその形のシンプルさを重視し、あらゆる芸術を家の装飾の中に統合しようと努めたが、この運動は特定のスタイルを推進したわけではない。アーツ・アンド・クラフツ運動のデザイナーたちは、機械化によって装飾デザインが劣化したと考え、その基準を改善し、美しく精巧な職人の技による生活環境を作ろうとした。
19世紀末から20世紀初頭にかけての数十年間には、文化活動、仕事、生活などの理想的な関係を総合的に考えようとした人々による様々な試みがあり、アーツ・アンド・クラフツ運動もその一つである。当時のイギリスでは、急速な工業化に伴う労働問題や都市に住む労働者たちの貧困問題の解消を目指す篤志家たちと、美しい装飾を生み出そうという美術家・工芸家・建築家たちという、19世紀的な異なる関心事があったが、イギリスでこの二つを結びつけたのが、両方の顔を持つラスキンと、彼の教えを引き継いだモリスであった。アーツ・アンド・クラフツ運動は産業革命後の社会問題への応答として生じたもので、人間と事物との全体的な調和を図ろうとする社会運動の面を持つ。「人間にとって好ましい労働とは何か、人間の生活とはどうあるべきか」といったことの追及から生まれ、モリスは産業化・分業によって労働者が疎外され、デザイナーと製造者の間に非人間的な距離が生まれたと考えた。彼がモリス商会を拠点に展開した運動は、「労働者たちが疎外されている労働状況とその労働が生み出す醜悪で粗悪な製品に対する怒り」、高い倫理観から生まれたものであった。アーツ・アンド・クラフツ運動は個人の尊厳に焦点を当てた労働観を持っており、モリスは中世ヨーロッパの手仕事に帰り、生活と芸術を統一することを主張した。運動の哲学は改革の主張を含んでおり、工業労働に対する批判を促進し、支持者たちは分業の終焉を訴え、デザイナーを職人として位置づけた。モリスは、無名の職人による手仕事から生み出される室内装飾、家具や日用品という「真の芸術」「美しいもの」で構成された、質素、素朴で快適な住居での生活を通して民衆の美的感覚が養われ、美しいもの（正義）を愛し、美しくないもの（不公正）を憎む感性が育まれ、こうした人間形成により平和で公正な社会が実現されると考えた。このような思想を基盤に展開された運動は、「人々の生活を美しく豊かなものにするという、それまではほとんど試みられなかった事業」であった。
モリスは工業化された社会への反感から、中世ヨーロッパ的価値観を標榜したが、これは工業化・商業化される前の時代の価値観（と考えられるもの）であり、中世ヨーロッパ的な、職人の手仕事による生産体制が神と人間と物との幸せな関係をもたらすと信じた。職人の手仕事による生産体制の復活で産業革命後の社会の問題を解決しようとし、「正しい労働」に支えられた理想社会、厳選された材料による機能的で独創的な用と美を併せもつ手工芸品の喜びを皆が享受する世界の実現を目ざした。このような社会主義的ユートピアには社会主義の原理が不可欠であり、アーツ・アンド・クラフツ運動は当然ながら、非常に社会主義的な性格を持っていた。

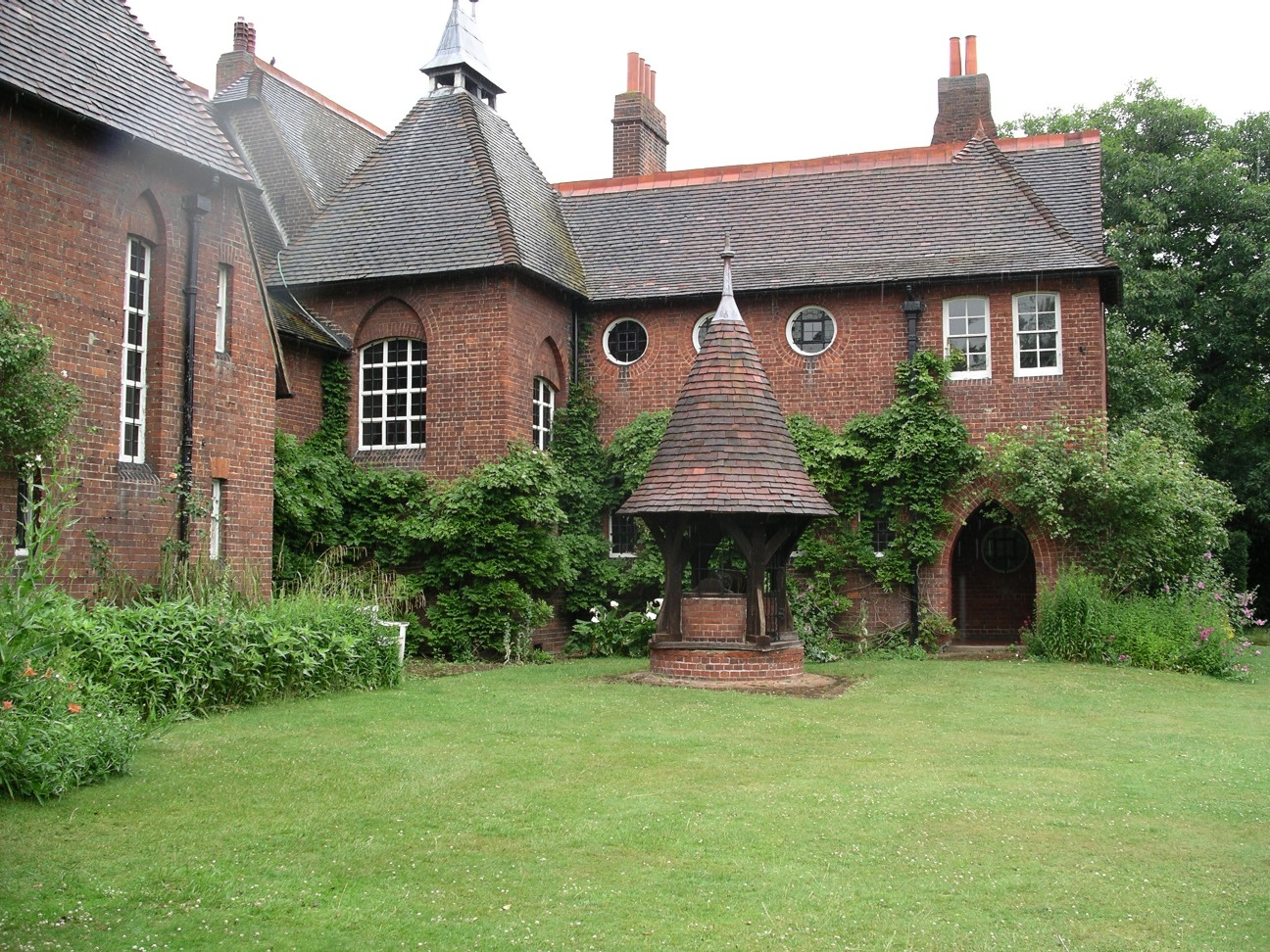
庭園側から見たレッドハウス

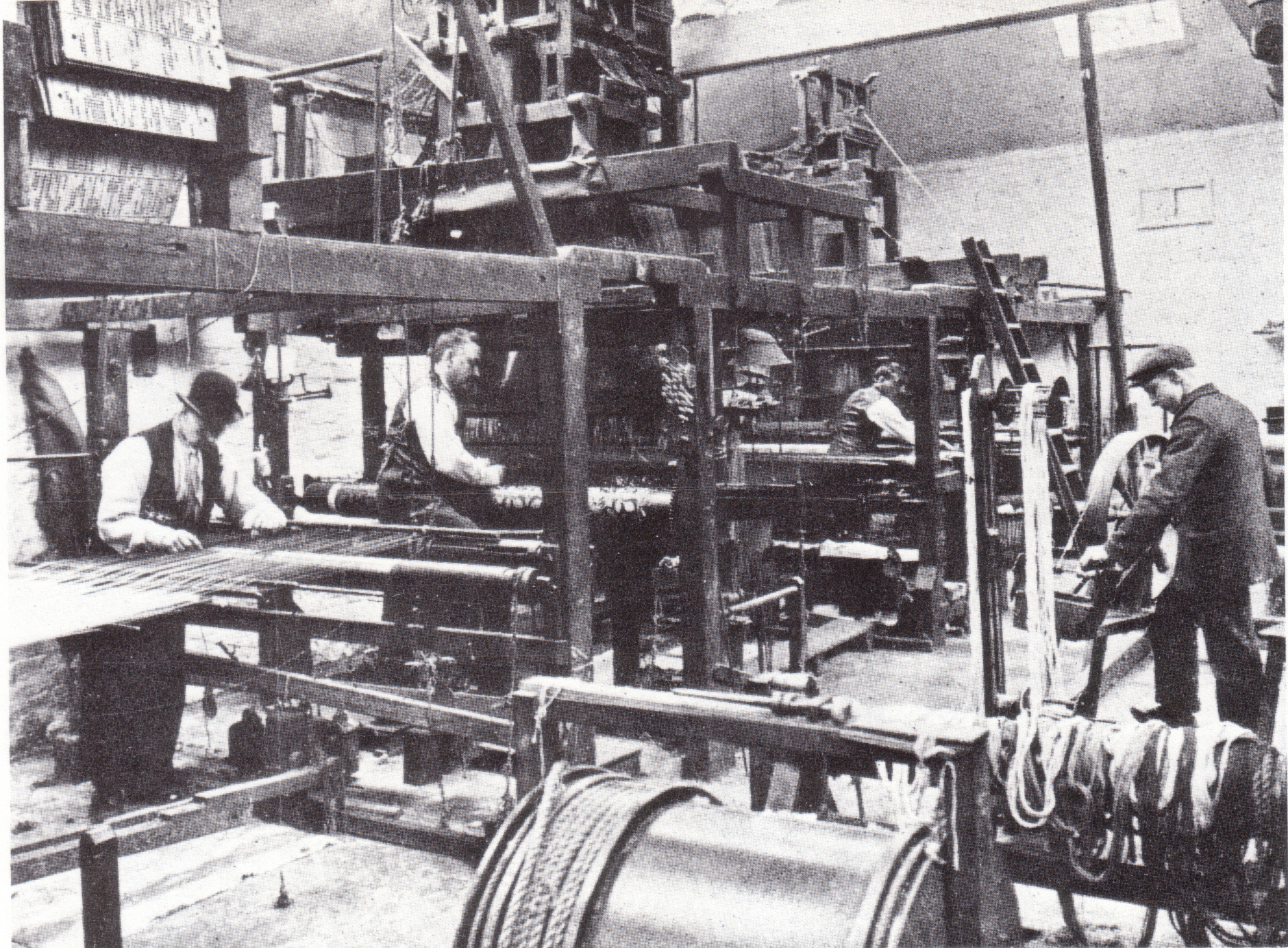
モリス商会のマートン・アビー工房での織物の様子。1890年

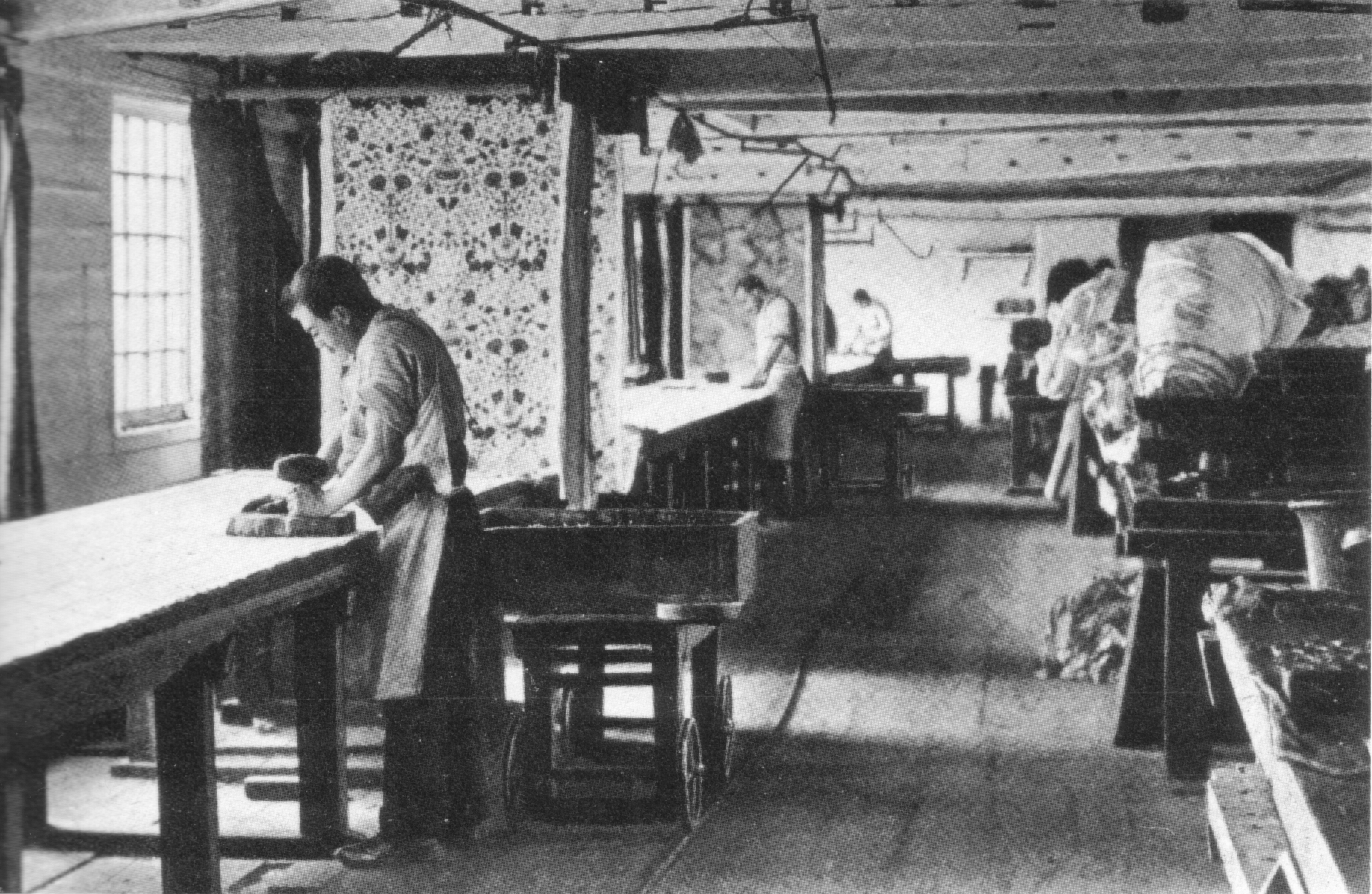
マートン・アビー工房での布地の木版印刷の様子。1890年頃

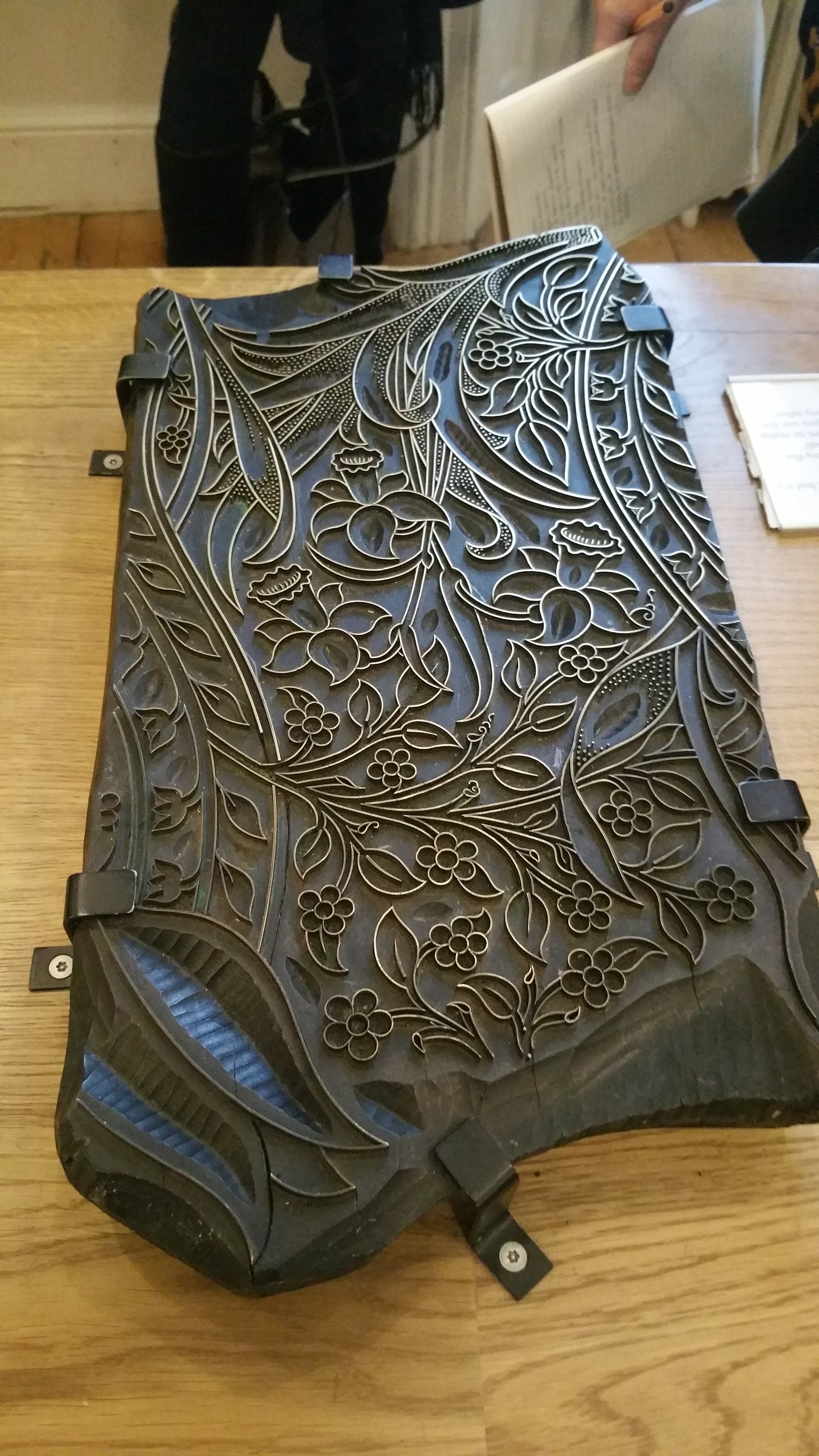
モリス商会の布地の木版印刷に使われた木版

モリスは1860年に自身の新婚生活のために、友人のフィリップ・ウェッブ（1831年－1915年）に設計を依頼してレッド・ハウスを建て、これがアーツ・アンド・クラフツ運動の出発点となった。レッド・ハウスは、中世イギリスの土着的な住宅建築をベースに、「精神性において極めて中世的な家」を目指しており、古典主義などの様式・形式を排除し、外壁は赤煉瓦を直に見せ、立面は内部の要求に従い表現されるなど革新的なものであった。美術史家のニコラウス・ペヴズナーは「新しい芸術文化の最初の住宅」と賞賛している。モリスと彼のラファエル前派の仲間がレッド・ハウスの内装、家具、調度品など全てをデザイン、制作し、彼らはこの経験をもとに、1861年にロセッティ、バーン＝ジョーンズ、フィリップ・ウェッブら7名を設立参加者に、ステンド･グラス、絵画、彫刻、家具、調度、金属、タイル、壁紙、染織など室内装飾全般を扱う美術工芸家集団、モリス・マーシャル・フォークナー商会を設立した（1875年にモリスの単独経営によるモリス商会〔Morris & Co.〕として再発足）。モリス・マーシャル・フォークナー商会は、昔の芸術家たちの多方面なデザイン活動を今に蘇らせようというもので、実業活動というより社会運動の色が強く、芸術家による装飾芸術の復興を目指す人々の交流と共同作業の場となった。モリスはこの時期に、自身がデザインする工芸品の製作技術の習得に努力し、多芸なクラフツマン（職人）としての素地を固めている。

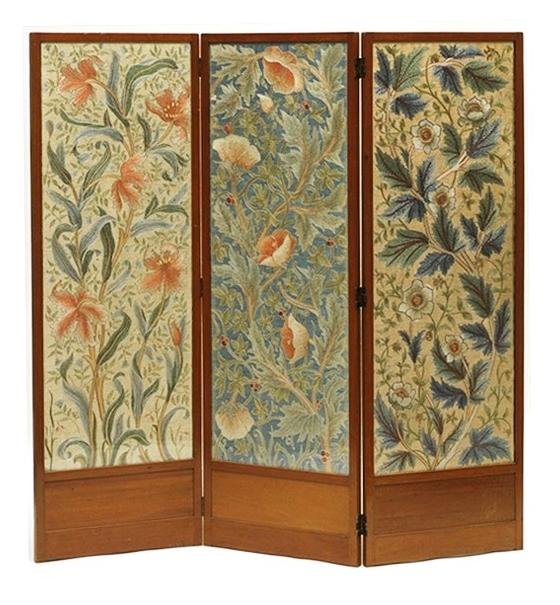
ジョン＝ヘンリー・ダールデザインの刺繍パネルの間仕切り（モリス商会）

モリス率いるアーツ・アンド・クラフツ運動で生み出された多様で非常に質の高い美術工芸品は、商業主義に支えられた機械生産に対するアンチテーゼであり、運動はひとつの理念や方法論、造形の特質では捉えきれない多様な展開を見せた。ラスキンによるセント・ジョージズ・ギルド（1871年、工芸と持続可能な農業のコミューン）、建築家・デザイナーのアーサー・ヘイゲート・マクマード（1851年－1942年）による緩やかな結び付きのデザイナー集団センチュリー・ギルド（1882年）、リチャード・ノーマン・ショウの弟子達によるアート・ワーカーズ・ギルド（1884年）など、同様の理念に基づく組織が次々設立され、数多くのギルドや工房が誕生し、運動は世界各地に伝播した。工芸も絵画や彫刻と同等に展示の機会をもつべきという考えから、1888年にアート・ワーカーズ・ギルドを母体にアーツ・アンド・クラフツ展示会協会が設立され（挿絵画家、装飾芸術家のウォルター・クレイン（1845年－1915年）が初代会長）、協会には当時の主な芸術家、建築家、工芸家の多くが加わり、運動は最も盛り上がった。モリス商会では多くの留学生を受け入れ、製本技術などを伝授していた。
またモリスは、労働者階級の住環境の改善には、新設街路・建築物の規制だけはなく、 住宅の周辺環境の秩序と美も重要だと主張し、「良き市民に必要なものは、第一に名誉ある、適した仕事、第二は良質の環境で、それは①良き住居、②充分な空間、③全体的な秩序と美」「第三は余暇」と述べ、②として「都市の豊富な庭園と農村の自然」を挙げている（1884年）。彼は住環境改革を目指す人々の指導的役割を果たし、アーツ・アンド・クラフツ運動の建築家たちは、イギリスで1860年代から20世紀初頭にかけて起こったドメスティック・リバイバル（住宅再興運動）と呼ばれる建築デザイン運動を主導した。彼らは、工業化社会への移行で生じた「近代家族」の職住分離の生活様式、新興の中産階級のモダン・ライフに対応する新たな理想の住宅像の実現を目指し、伝統工法に立脚した住宅の近代化を試みた。

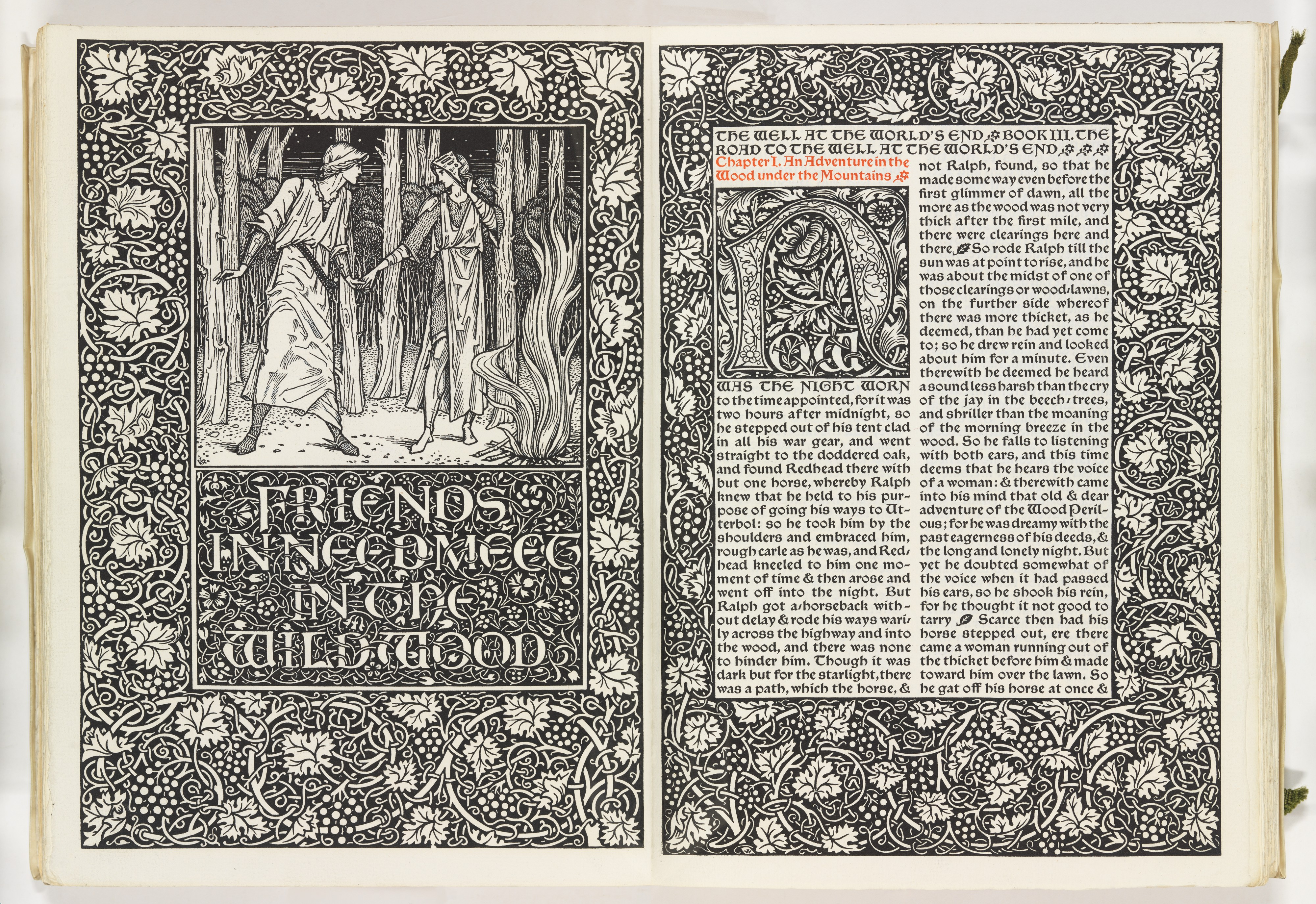
ウィリアム・モリス著『世界のはての泉』。ケルムスコット・プレス、1896年

モリスは、1888年にアーツ・アンド・クラフツ展示会協会で行われた写真製版を生業としていた印刷人のエマリー・ウォーカーの活版印刷と挿絵に関する講演を聞き、私家版印刷所（私家版印刷工房、プライベート・プレス）のケルムスコット・プレスの設立を決意し、1891年に設立した。晩年はケルムスコット・プレスで「理想の書物」を追い求め、精力的に活動。ケルムスコット・プレスはプライベート・プレス運動の先駆となり、モリスが運動を牽引した。彼は中世風の手引き印刷機を導入し、ウォーカーと共に読みやすいオリジナルの活字を制作、中世書物の写本や印刷本にならって見開きを1つの単位と考えるレイアウトを意識し、イニシャル（装飾頭文字）やボーダー（縁飾り）、多くの装飾画・挿絵をほどこすなど、印刷物に中世の美を表現し、芸術的な書物を制作した。
しかし、アーツ・アンド・クラフツ運動はかなり時代錯誤な面があり、職人の手仕事による高コストで生産数の限られる製品が一般大衆向けになることは難しく、当時広い共感を得ることはなかった。
イギリスでは20世紀初頭になると、デザイン産業協会（1915年）のようなモダニズム推進派が台頭し、アーツ・アンド・クラフツ運動はイギリスのデザイン活動の中心から外れていった。1916年の展示会以降のアーツ・アンド・クラフツ展示会協会の活動は、研究者からほとんど評価されていない。1920年代は非常に排他的だったが、スウェーデンの影響などから1930年代には協調志向になり、機械への敵視の見解を公式に修正している。

### アメリカ

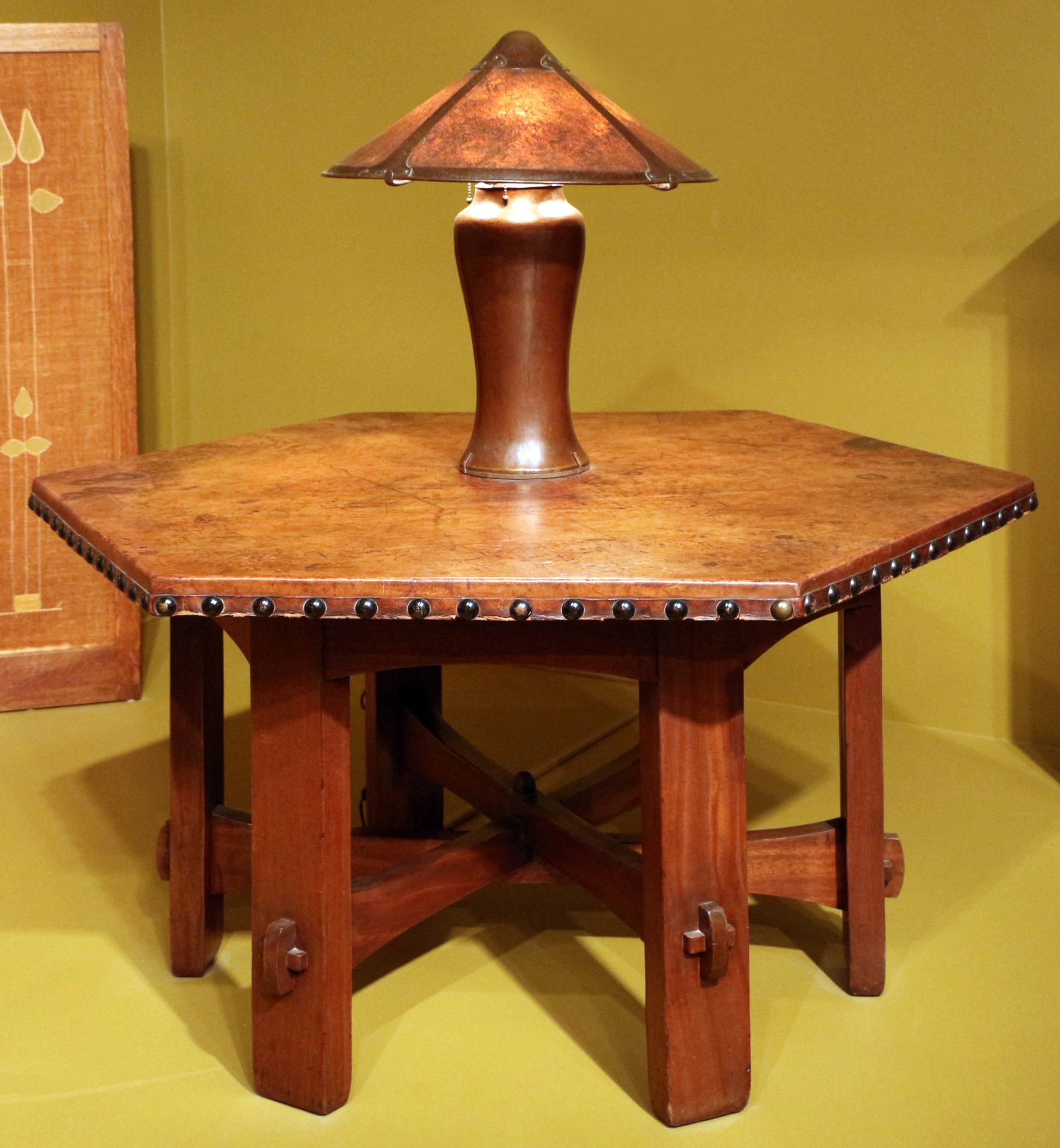
スティックレーの図書館テーブルとエルプのスタジオの銅製電気卓上ランプ、シカゴ美術館蔵

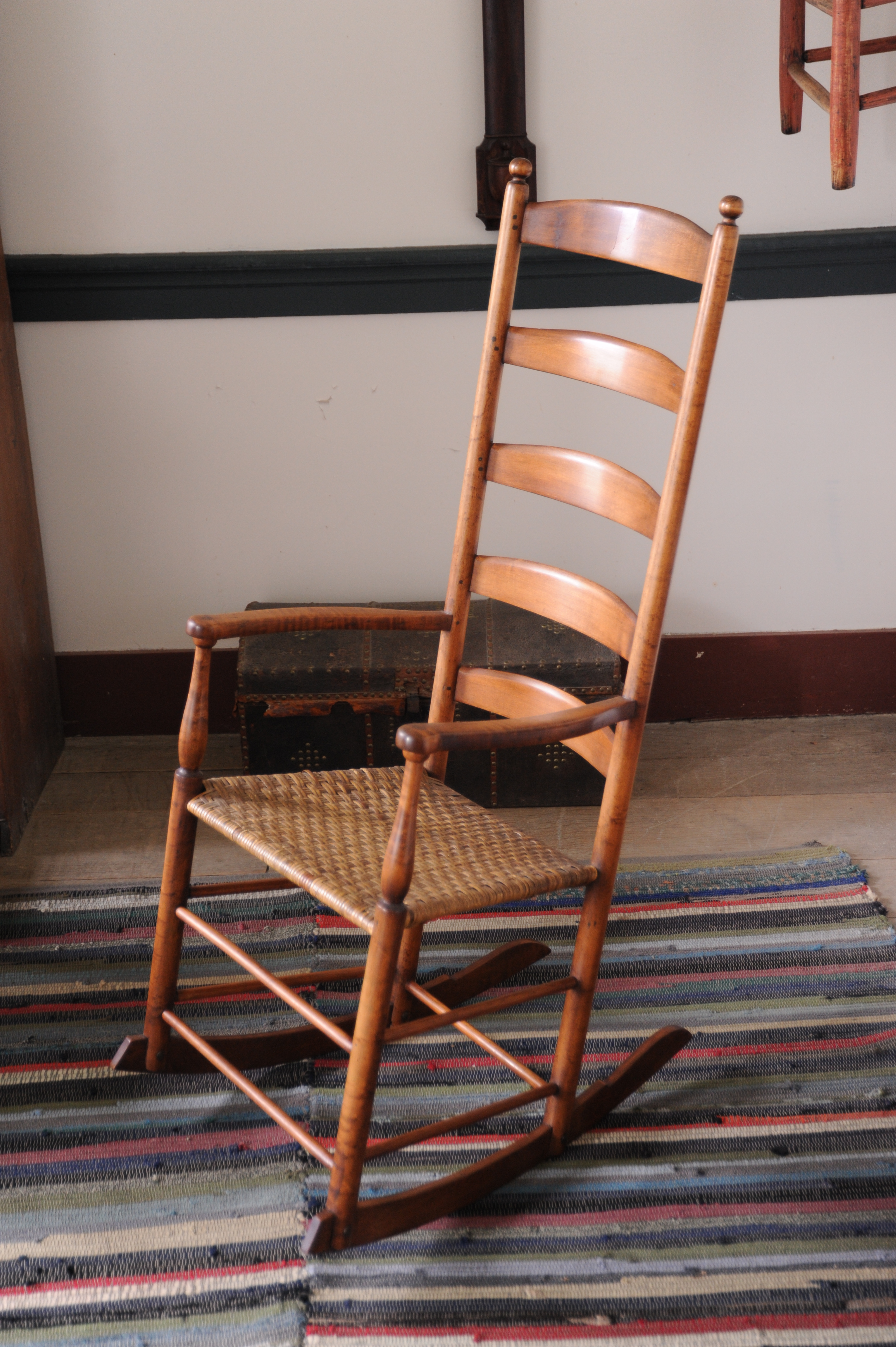
シェーカー家具

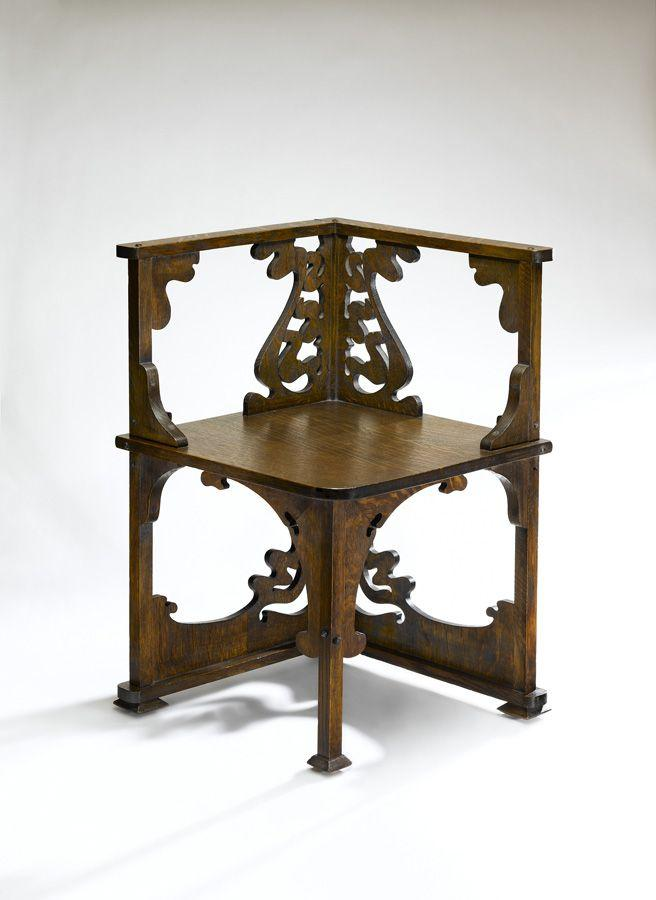
ロルフスのデザインの椅子、1898-99年頃

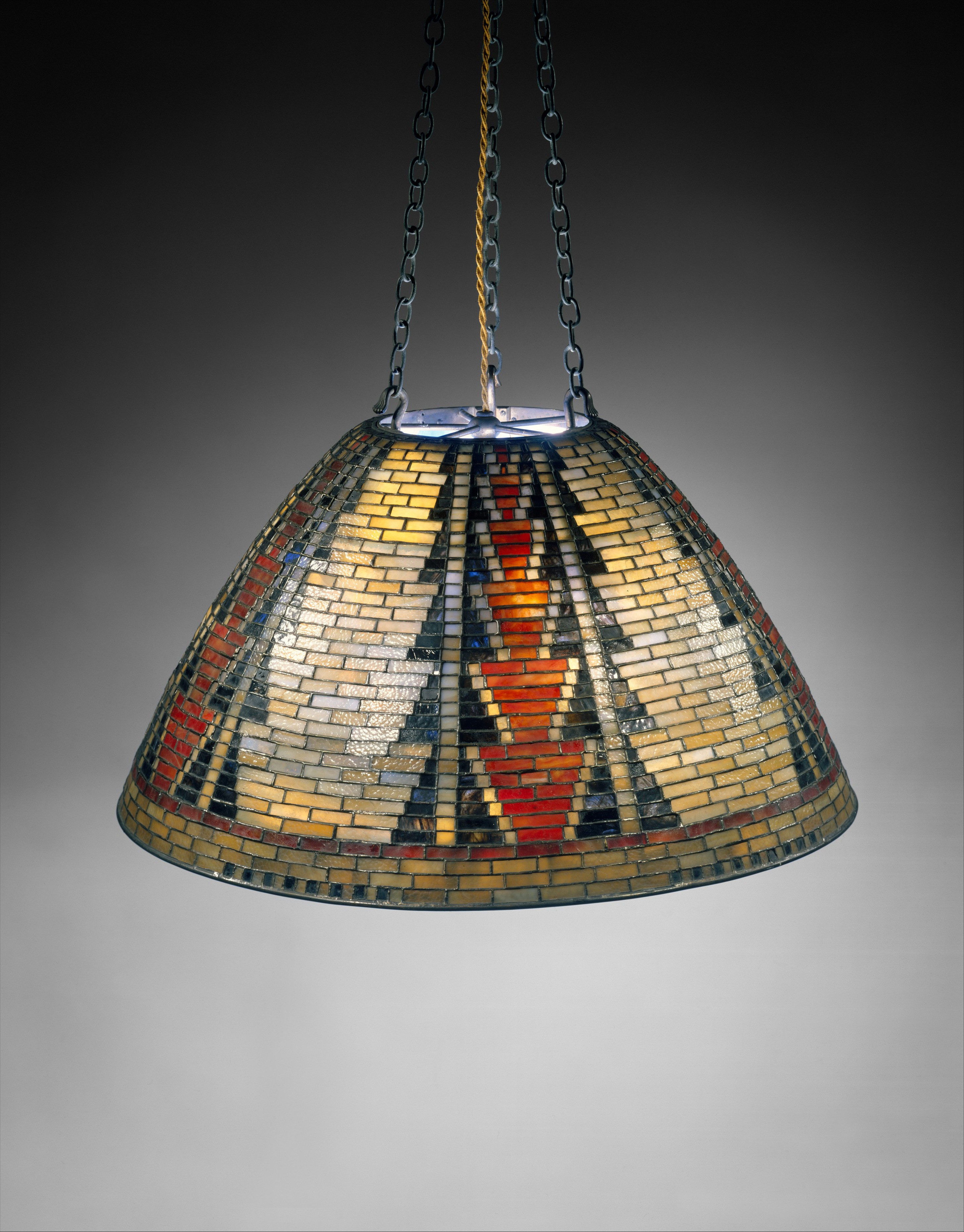
ネイティブ・アメリカンのバスケットに見られるジグザグ模様を用いたティファニーのランプシェード、1899年頃

アメリカ合衆国にもアーツ・アンド・クラフツ運動はあった。1890年代後半に、ボストンの影響力のある建築家、デザイナー、教育者のグループが、アーツ・アンド・クラフツ運動をアメリカに持ち込むことを決意し、1897年1月にボストン美術館で展示会を開催、ここからアメリカでの運動が始まった。同年4月には最初のアメリカ美術工芸博覧会が開かれ、160人の職人 (半数は女性) が制作した1000点以上の作品が展示された。この展示会の成功により、ボストンでアーツ・アンド・クラフツ協会が設立された。
モリスの家具のギルドでの製造に倣ったグスタフ・スティックレー (1858年-1942年) はアメリカに職人の理想を広めた伝道者であり、ユナイテッド・クラフツ (後にクラフツマン・ワークショップとして知られる) を創設した。スティックレーは、ラルフ・ウォルド・エマーソンらによる「超絶主義の潮流」のピューリタンのライフスタイルを表現したものとして称揚された家具のスタイルであるミッション・スタイルの主導者であり、ミッション・スタイルは、アーツ・アンド・クラフツ運動の影響下で、プロテスタントの一派シェーカーのシェーカー家具等のアメリカの先行するスタイルからもインスピレーションを受けてニューイングランドで生まれた。スティックレーはアーツ・アンド・クラフツ運動の擁護者であった美術史家のアイリーン・サージェントと共に雑誌「クラフツマン」（1901年-1916年）を発行、同誌はアメリカのアーツ・アンド・クラフツ運動の先駆であり、ミッション・スタイルを各地に広める役割を果たしており、非常に影響力があった。

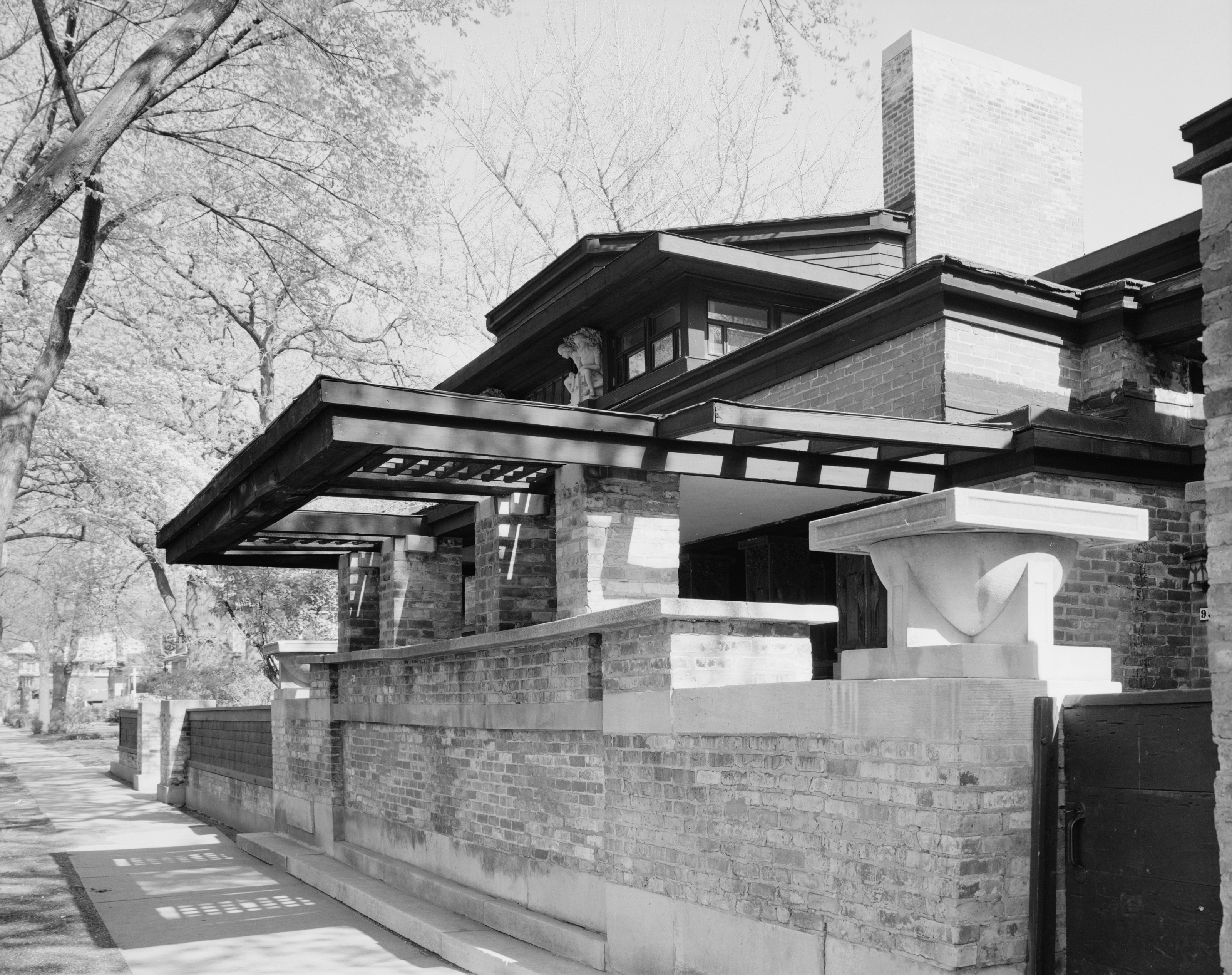
プレーリー派のスタイルのライトの自宅

イリノイ州のシカゴがアメリカにおける運動の拠点で、建築家のフランク・ロイド・ライトも創立者の一人であり、ライトは建築とインテリアを全面的にデザインした環境を通じ、新しい生活様式を作り出した。彼のデザインは、低い傾斜の屋根、開けたインテリア、草原の風景を反映した水平線を特徴とする建築様式プレーリー派の先駆けとなり、アメリカのインテリアに革命的な変化をもたらした。彼の「有機的」な建築は自然に負っているが、装飾を最小限にした平らかな面が特徴的で、機械的な要素とも相性が良く、直線的な家具が生み出された。プレーリー派のパーセル・アンド・エルムスリーや、1920年代にカリフォルニアで建築家兼デザイナーとして活躍したグリーン兄弟のグリーン・アンド・グリーンといった建築事務所が知られている。グリーン兄弟は、日本のデザインの信条とアーツ・アンド・クラフツ運動を融合させた独特のスタイルを開発した。「クラフツマン」には、グリーン兄弟などによる独創的な住宅や家具のデザインが掲載されていた。
また、新聞王でミシガン州にあるクランブルック・アカデミー・オブ・アートの創設者のジョージ・ゴフ・ブースも運動の推進者であった。
アメリカではイギリスと異なり、アーツ・アンド・クラフツ運動の社会主義の底流は、芸術的・社会的な実験であるユートピア的コミュニティをいくつか形成したが、それを超えては広まることはなかった。プロテスタントのクエーカー教徒によるペンシルベニア州のローズ・バレー（1901年）やニューヨーク州のバードクリフ・アーツ・アンド・クラフツ・コロニー（1903年）等のコミュニティがあった。

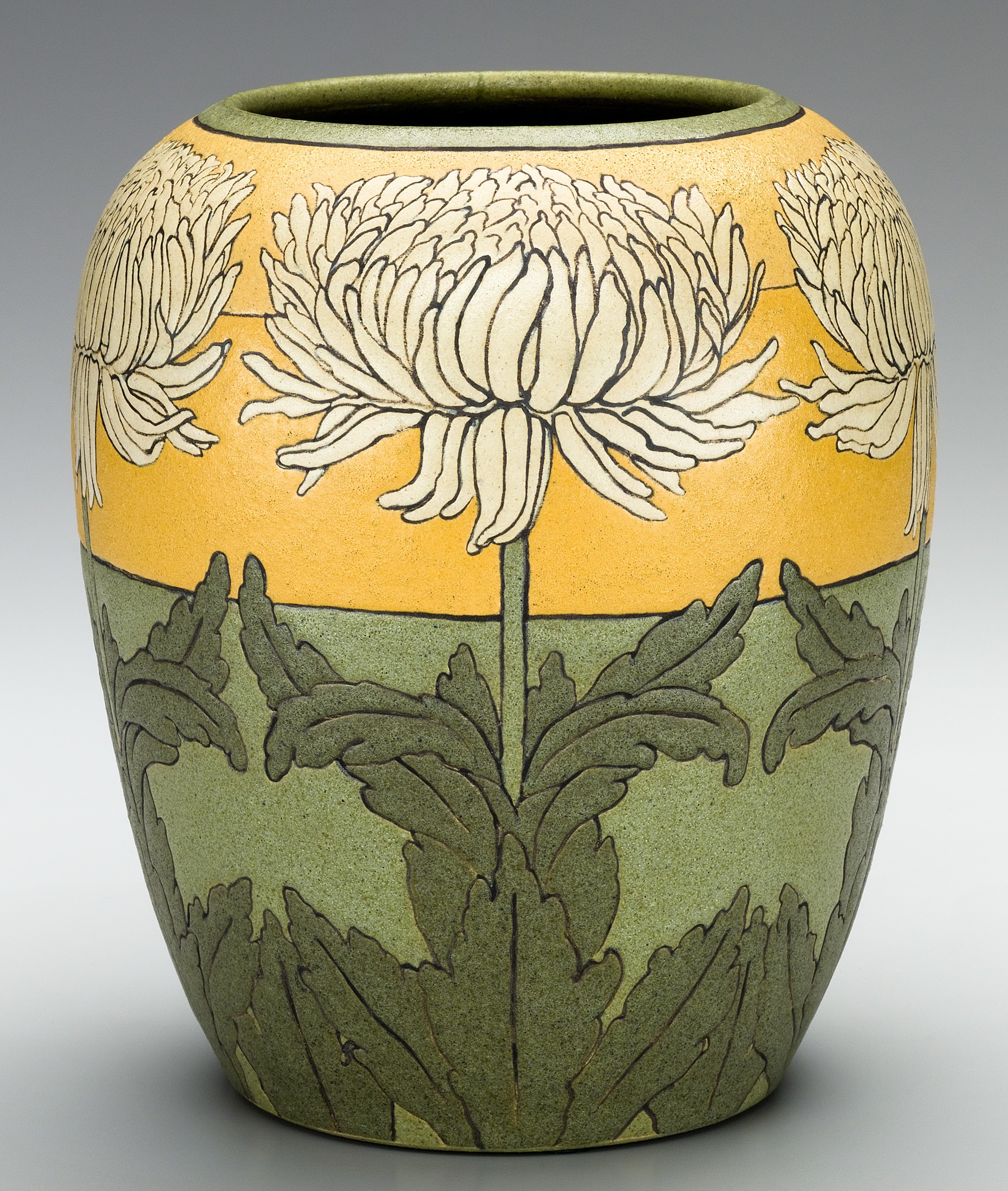
ポール・リビア陶器、1911-12年頃

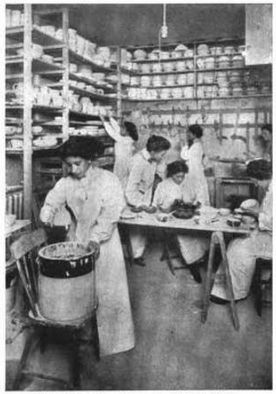
ポール・リビア陶器の工房の様子、1912年

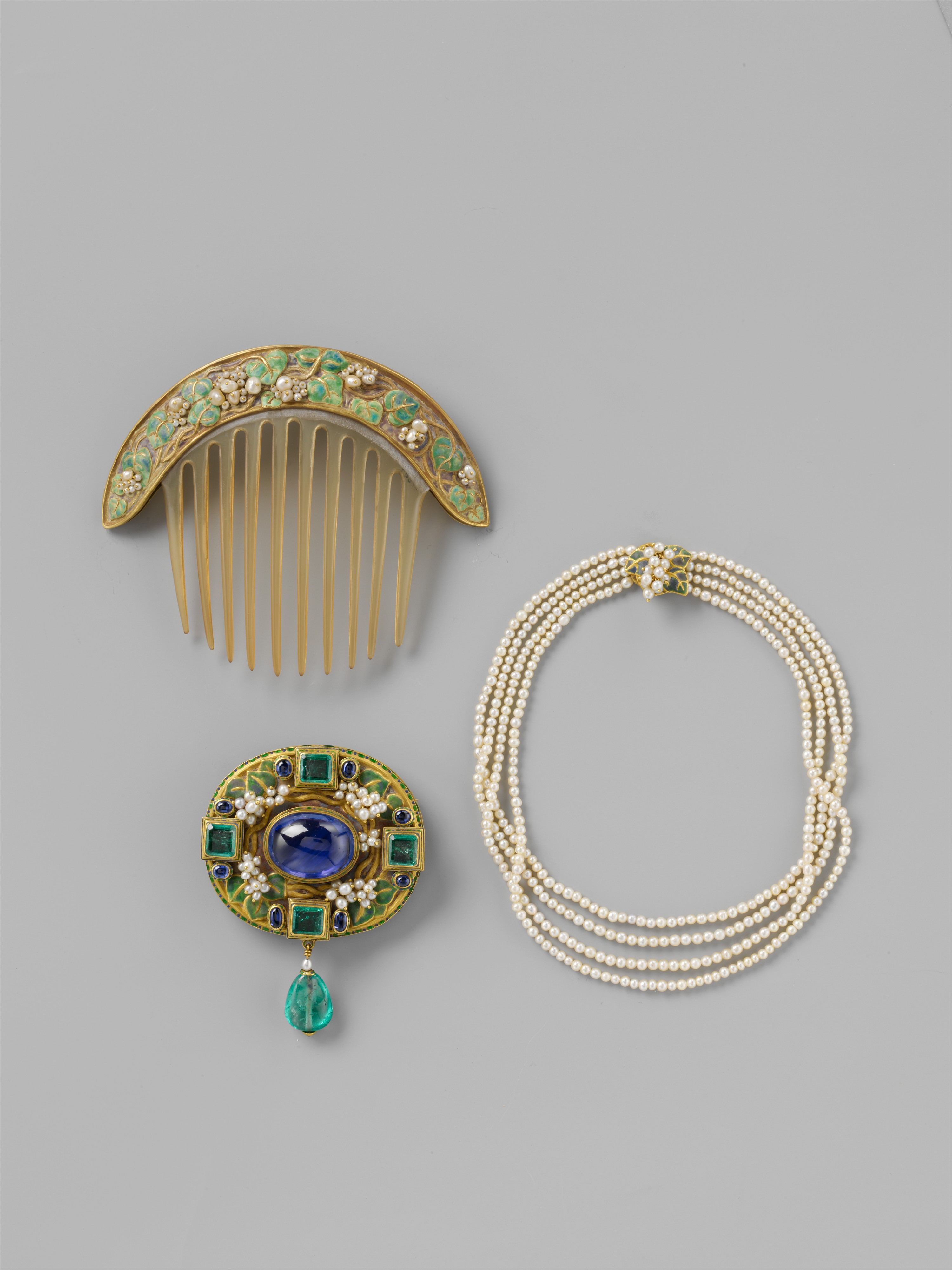
ケーラーのデザインのジュエリー、1905年頃

アメリカ都市部では、社会主義的な実験がコミュニティレベルで行われ、若い女性の職業教育という形で行われることが多く、女性のための教育機関H・ソフィー・ニューカム記念大学の支援でニューオーリンズにニューカム陶器（1894-95年）が設立され、女性デザイナーは地元南部の動植物にインスピレーションを得て陶器をデザインし、後に金属細工や織物も生産した。またボストンでは、移民の少女のための読書グループ サタデー・イブニング・ガールズ・クラブがポール・リビア陶器（1908年）を設立して少女たちに良い賃金の仕事を提供した。女性たちは陶芸だけでなく、アーツ・アンド・クラフツ様式のジュエリーも作っており、シカゴ・アーツ・アンド・クラフツ協会の創立会員であるフローレンス・ケーラー（1861年-1944年）は、歴史的なデザイン、特にルネッサンスを取り入れており、マリー・ツィマーマン（1879年-1972年）は、エジプト、ギリシャ、中国からインスピレーションを得た独特のデザインを行った。
アーツ・アンド・クラフツ運動は特定のスタイルがなく、アメリカでは東海岸から西海岸まで分布していたため、地域差があり多様だった。イギリス出身のアーサー・J・ストーンの銀細工のように保守的なデザインのものもあれば、チャールズ・ロルフスのように、中国やスカンジナビア等の様々な外国のデザインをソースにした家具を製作するクリエイティブなデザイナーもいた。照明も運動のインテリアの重要な要素であり、ディルク・ヴァン・エルプのスタジオの銅製の電気卓上ランプが典型的である。また当時、ネイティブ・アメリカンのデザインが流行しており、アーツ・アンド・クラフツの展示会や出版物でインディアン風デザインのバスケットや織物が頻繁に取り上げられており、ルイス・カムフォート・ティファニーもインディアンバスケットをモチーフにしたステンドグラスのランプシェードを作成している。
都市の中心化とテクノロジーの不可避化は、アーツ・アンド・クラフツ運動の終わりにつながり、自然と理想化された中世を求めることは、生活に対する有効なアプローチではなくなっていった。1920年代までには、機械の時代の近代性と国家アイデンティティの追求がデザイナーと消費者の注目を集め、職人の手作りにこだわるアーツ・アンド・クラフツ運動はアメリカで終焉した。

## 影響

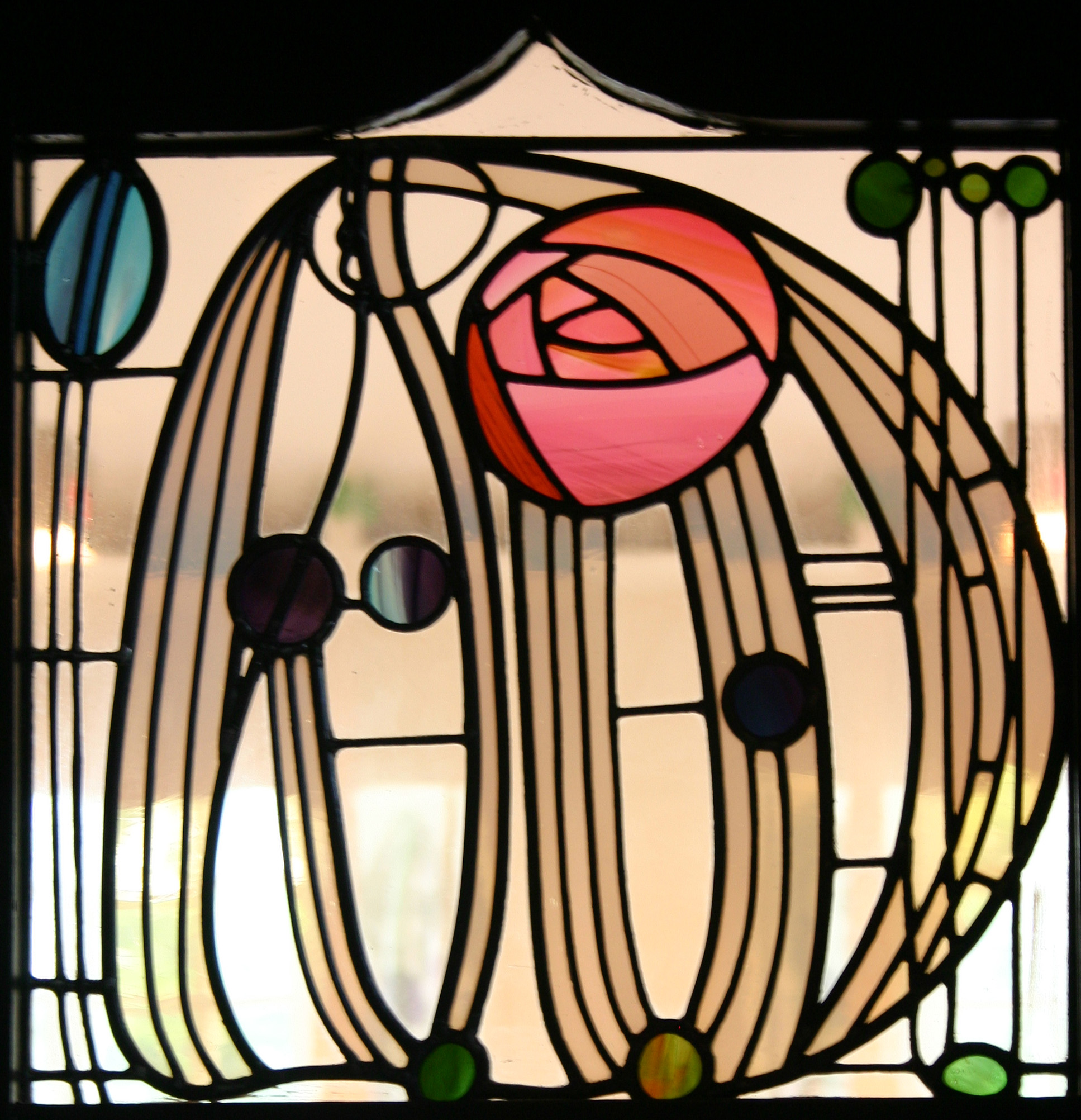
イギリスのアール・ヌーヴォー様式のヒル・ハウスのステンドグラスの窓

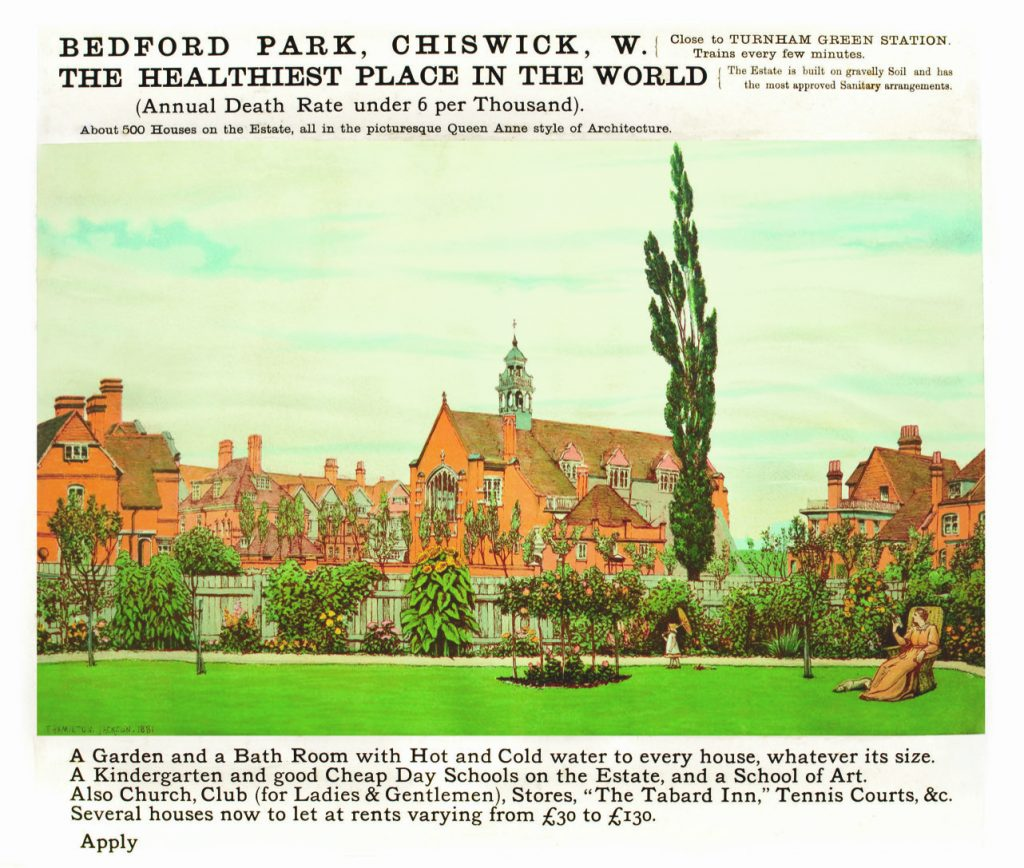
ベッドフォード・パークの宣伝カード、1882年頃

アーツ・アンド・クラフツ展示会協会の展示は第一次世界大戦勃発まで続き、ヨーロッパ各地の工芸作家の活動に刺激を与え、自然主義的でありながらも機能性と実用性の高いデザインを目指すドイツ工作連盟設立のきっかけをつくるなど、デザイン史に大きな足跡を残した。この運動はチャールズ・レニー・マッキントッシュ（1868年－1928年）らが推進したアール・ヌーヴォーから、グロピウスが創立したバウハウスに至るモダン・ムーブメント、近代デザインの誕生に大きな刺激を与えた。ウィーン分離派、ユーゲント・シュティールなど各国の美術運動にもその影響が見られる。

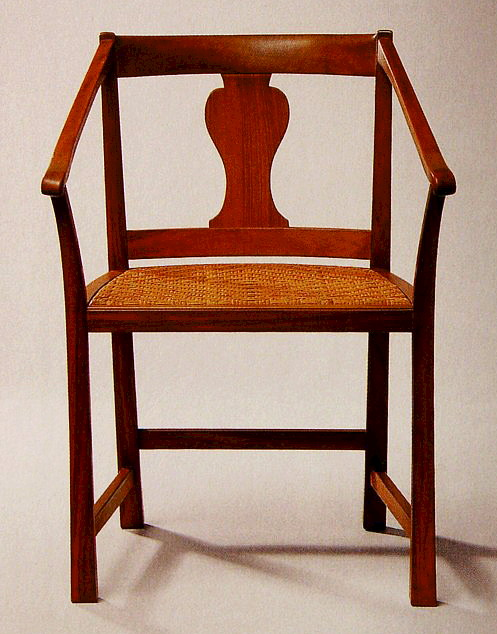
スウェーデンのカール・マルムステンデザインの椅子、1915年

近代デザイン史研究では、「アーツ・アンド・クラフツ運動の価値観を受け継ぎ、モダニズムの精神を現実のものとすることができた唯一の国」は、運動の発祥の地イギリスでもドイツ工作連盟やバウハウスが生まれたドイツでもなく、スウェーデンだと考えられている。スウェーデンにラスキンやモリスの思想を紹介したのは社会活動家で差異派フェミニストのエレン・ケイで、彼女は産業革命の波が普及したスウェーデンで、イギリスのアーツ・アンド・クラフツ運動やスウェーデンの手工芸復興運動にいち早く注目し、生活用品に簡素で機能的な美しさを求め、人々の美意識を改革する家庭生活改革活動を行った。ケイは美への意識を高めることが道徳観念を高め社会全体に調和をもたらすとも考えており、アーツ・アンド・クラフツ運動の価値観を受け継いでいる。1845年には、ケイの影響を受け「日常生活に美を」のスローガンを掲げるスウェーデン工芸協会が設立され、手工芸の保護・デザインの改善・育成の活動が行われた。1907年にドイツ工作連盟が結成されると、美術史家のグレゴール・ポウルッソン（1889-1997）ら協会関係者はドイツ工作連盟の影響を受け、同連盟のヘルマン・ムテジウスを招いて学び、機械による工業生産を肯定しその製品の品質向上を目指すモダン・デザイン推進へと協会の方針は大きく転換され、1910年代初頭以降、若いアーティストたちを陶磁器やガラス工場の職工たちと積極的に協働させた。またポウルッソンらの活動は当時の政権の支持を受け、スウェーデンの住宅政策、福祉国家形成、国家アイデンティティ・国民形成に直接的な影響を与えた。ポウルッソンらによってスウェーデンの近代産業デザインは大きく発展し、国際的にも高い評価を得るようなった。ヨーロッパ諸国に遅れて1920年代に工業化が進んだスウェーデンでは、工芸とデザインの概念が重なり、社会的な意義を持ちながらこうした運動が発展した。ポウルッソンらスウェーデン工芸協会の思想とスローガンは、北欧諸国の近代工芸運動とモダニズム思想に多大な影響を与えた。

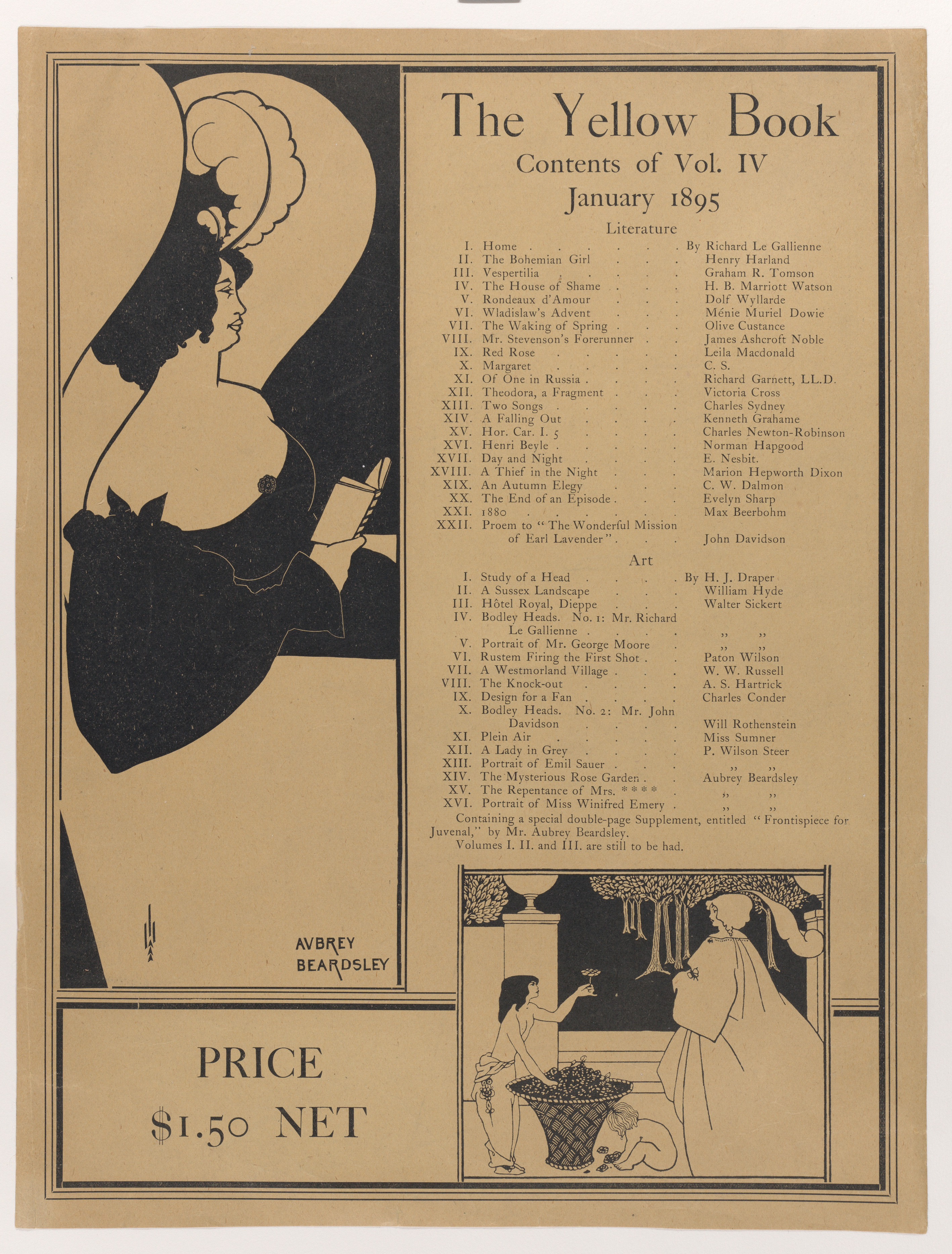
「イエロー・ブック」のポスター、1895年

文芸と挿絵の調和を目指した芸術的な雑誌の隆盛にも影響がある。1890年代のロンドンでは印刷技術の発達により、細やかな装飾模様や挿絵を組み入れ文芸と挿絵が統合された芸術的な刊行物が数多く出版された。これらの挿絵は主にペンとインクで描かれ、文章とテキストが対等な重みをもって見られた。こうした動きはアーツ・アンド・クラフツ運動、プライベート・プレス運動と密接に関係しており、モリスと共に活動した挿絵画家のウォルター・クレインは、「本の挿絵は付随的なスケッチの収集以上のものであるべきだ」と述べている。イングランドでは、象徴主義文学の作家アーサー・シモンズの「サヴォイ」や、オーブリー・ビアズリーの挿絵が特徴的なデカダンな「イエロー・ブック」、総合的美術雑誌を目指した「ドーム」、チャールズ・リケッツとチャールズ・シャノンの「ダイヤル（The Dial: An Occasional Publication, 1889－1897）」、グリーソン・ホワイトの「パジェント（The Pageant）」等の例がある。

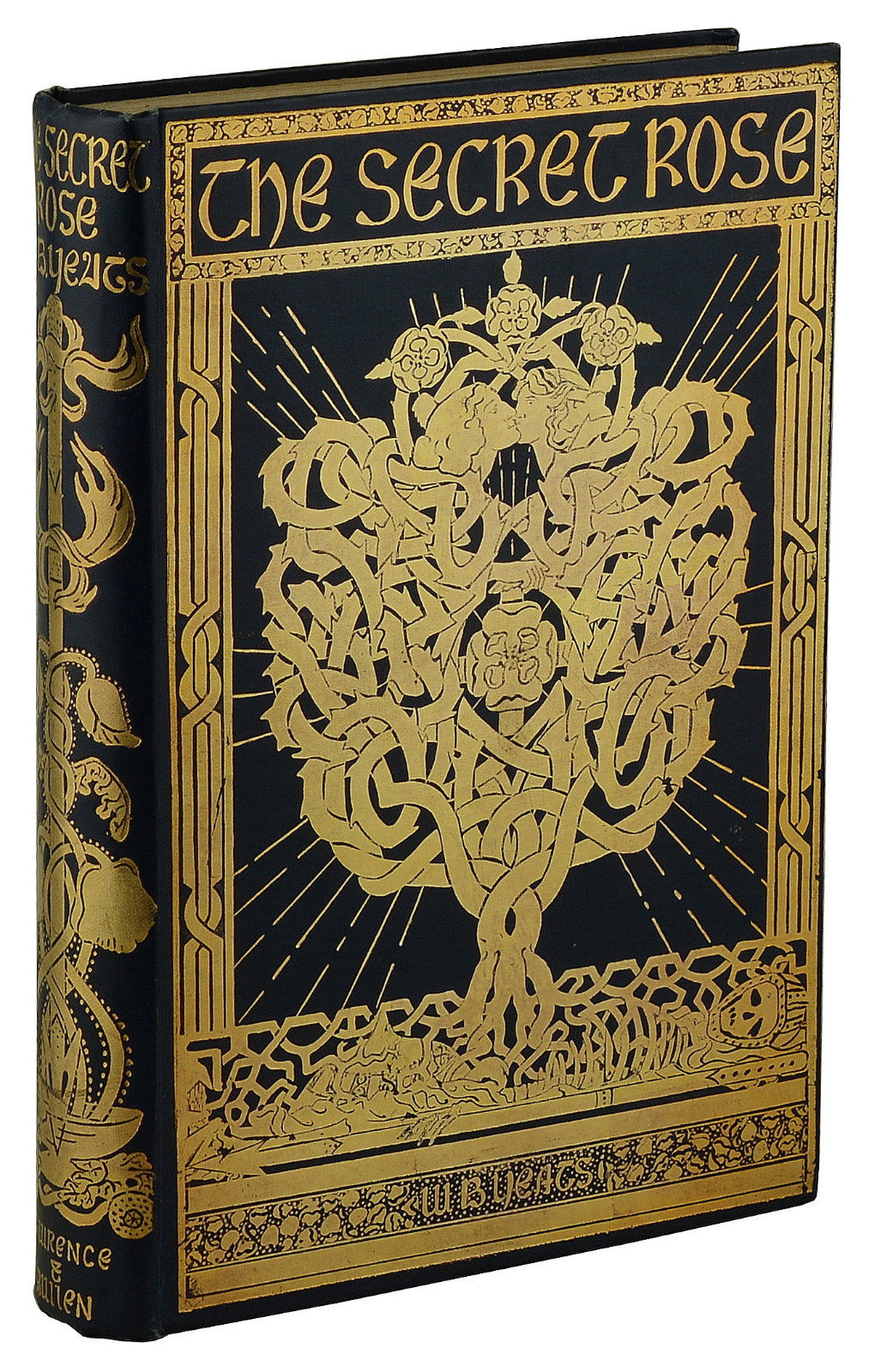
ウィリアム・バトラー・イェイツの『The Secret Rose』、1897年。表紙はアルシア・ジャイルズ

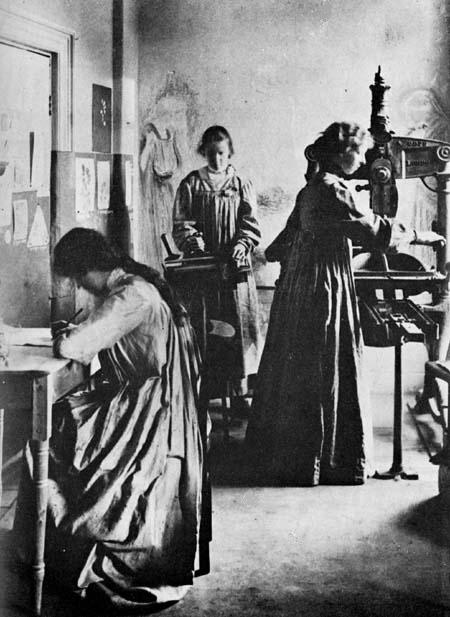
ケルムスコット・プレスと同じやり方で印刷を行うダン・エマー・プレスの様子（右がエリザベス・イェイツ）、1903年

こうした動きは、ケルト系住民が多く、アーツ・アンド・クラフツ運動が普及したスコットランド、アイルランドにも見られる。イングランドとは一線を画す民族アイデンティティを芸術的に表明しようというケルト復興運動のなかで、スコットランドではウィリアム・シャープに共鳴した社会学者、生物学者、都市計画家のパトリック・ゲデスの『エヴァーグリーン（The Evergreen）』、アイルランドでは、同地の貧困地域にはたらきかけ農業を普及させたジャーナリストで、文芸家、東洋思想や神智学を信奉するオカルティスト、画家のジョージ・ウィリアム・ラッセルが責任編集を務める『ケルティック・クリスマス（A Celtic Christmas）』などが刊行され、編集者たちは、ケルト民族としての文化的ナショナリズムの精神を、文章と挿絵を組み合わせた形で社会に浸透させようと努め、その編集理念に応えて寄稿した作家やアーティストは互いに協力し、刺激を刺激を与え合いながら「ケルト」という民族意識のもとにコミュニティを築いていった。アイルランドでは、ラッセルの友人で『ケルティック・クリスマス』に寄稿していた詩人・劇作家・オカルティストのウィリアム・バトラー・イェイツが、1903年に文芸誌『グリーン・シーフ（The Green Sheaf）』を刊行。同誌にはイェイツと親交のある作家やアーティストが関わり、カラープリントによる美しい挿絵と詩作が生み出された。同誌は1年で終了したが、彼の試みは妹達エリザベス・イェイツ、スーザン（リリー）・イェイツに引き継がれた。エリザベス・イェイツは1890年代にエマリー・ウォーカーに印刷技術を学んでおり、これを活かしアイルランドで18世紀の書籍印刷技術の復興を成し遂げた。
ウィリアム・バトラー・イェイツが主導したアイルランド文芸復興運動では、イヴリン・グリーソンとイェイツ姉妹が設立したアイルランドの私家版出版社ダン・エマー・プレス（のちクアラ・プレス）が大きな役目を果たしており、同社はアイルランド文芸復興運動に参画した作家たちの初版本のほとんどを出版した。この運動は、イギリス（イングランド）による長年の厳しい支配下にあったアイルランドにおいて、ケルト神話やアイルランド民話、それらの英雄に光を当て、英語で書き、舞台化する演劇活動を通し、アイルランドの国民に民族の文化、ルーツを意識させ、誇りを抱かせようというもので、こうした運動の理念は、ダン・エマー・プレス、クアラ・プレスの本の装丁に施されたケルト工芸にも見られる。クアラ・プレスが刊行する4ページの月間刊行物『ブロードサイド（Broadside）』は1908年から1915年まで続けられ、アイルランド文芸復興運動とアーツ・アンド・クラフツ運動をつなぐ役割を果たした。

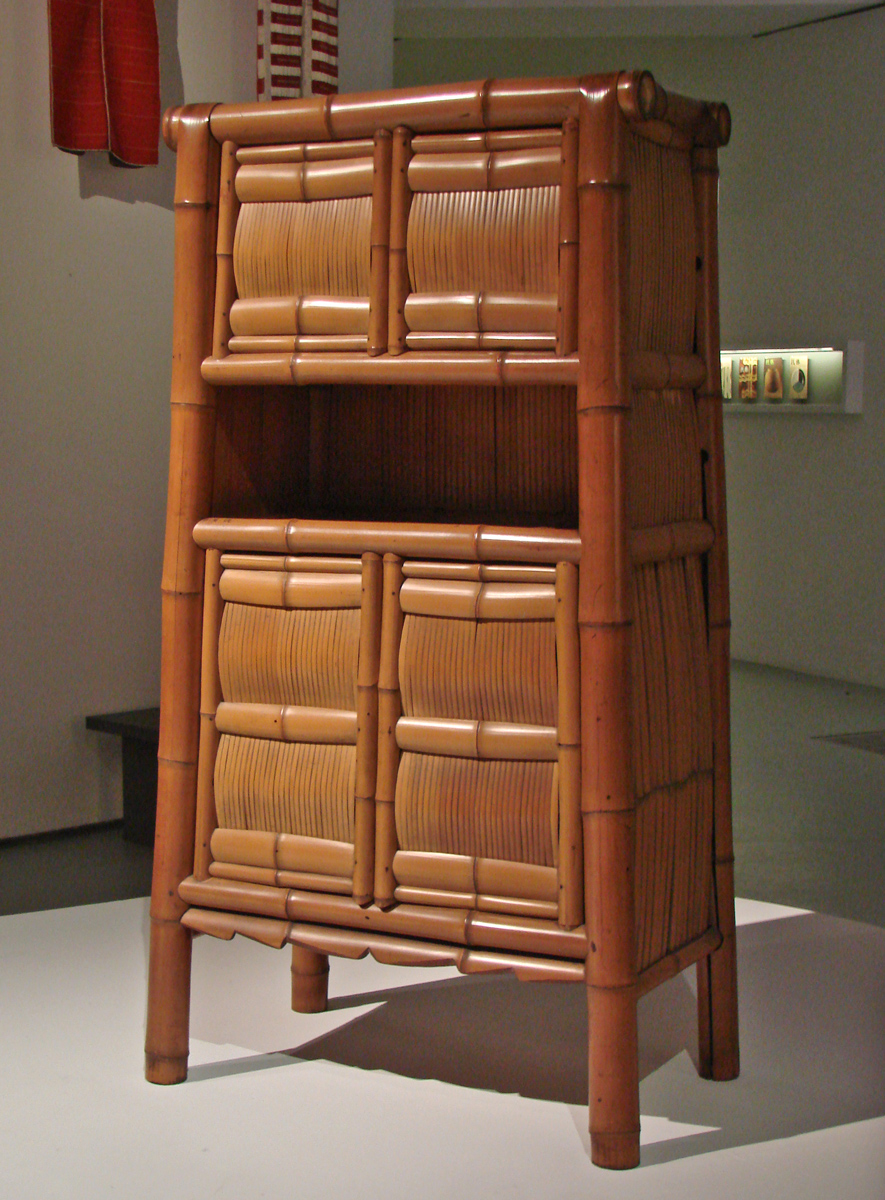
民藝運動の河井寛次郎デザインの竹製の家具

日本の柳宗悦（1889-1961）は、職人の手によるの日用品の再評価と保護・復興に取り組んでおり、これは民藝運動と呼ばれる。柳の民藝運動は日用品の中に美（用の美）を見出そうとするものであり、彼はトルストイの近代芸術批判の影響から出発し、1929年にはかつてモリスが活動していたロンドンのケルムスコット・ハウスを訪れている。かなり広く見れば、民藝運動へのモリスの同時代的な影響をめぐり批評されうると思われる。ただし、柳自身は民藝運動はモリスを知るよりずっと前に始めたものだと述べ、モリスの影響を否定しており、モリス作品に対しても批判的である。
モリスやラスキン、そのフォロワーは理想化された中世の生産形態「ギルド」に惹かれたが、これは無駄なく楽しく美しいものを生み出す環境であると同時に、当時の非熟練労働者の不安定な生活という問題、工場の非人間的な分業体制の問題を緩和する可能性を秘めると考えられた。ギルドと、これを時代に合わせて改編したワークショップ（工房）を単位とする生産活動形式に関する産業デザインの議論や、小規模な共同体を単位とした社会という考えは、アーツ・アンド・クラフツ運動内に留まらず、中世主義と相まって19世紀以降のイギリス社会改良思想の中で重要な地位を占めるようになった。ギルト/ワークショップの概念は、因襲的なアカデミーや中央権力に対する草の根運動の拠点とも言え、政治イデオロギー的にも脱中心化の基本単位とみることもでき、社会主義理論として成熟し、フェビアン協会の芸術界のメンバーにより、「ギルドが中世の芸術工芸に成したことを現代の労働組合が産業にすべきである」と考えるギルド社会主義が生まれた。こうしてアーツ・アンド・クラフツ運動の哲学の核である「ギルド」の概念は再生産され、受け継がれていった。イギリスの地方都市リーズの文化運動・前衛美術運動のリーズ・アーツ・クラブ（1903年）の設立者には、ギルド社会主義を推進した学校教師のA・R・オラージュや建築家のアーサー・ペンティ、文芸評論家のホルブルック・ジャクソン、独立労働党の創設者でフェミニズム活動家、クエーカー教徒のイザベラ・フォードがおり、このクラブはウォルター・ペイターの唯美主義とニーチェの超人思想の融合を目指し、人間は革新的な意識変革の一歩手前にあり、その変革は政治的手段ではなく芸術によってなされるべきだとし、労働者の運動とは芸術による運動であると考え活動した。

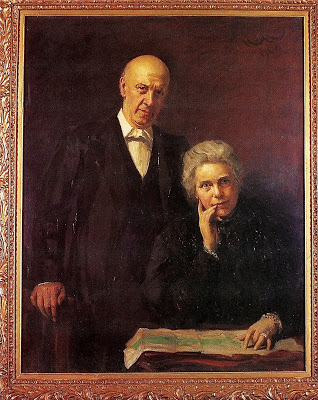
バーネット夫妻

中流階級のボランティアが貧民地区に住み住民と触れ合いながら状況の改善を目指すセツルメント（隣保館）運動にも影響があり、相互に深い関わりがある。セツルメントというアイデアは、ロンドンのホワイトチャペル地区にあったセント・ジュード教会の牧師で、早世した経済学者のアーノルド・トインビーの志を受け継いだサミュエル・バーネットが1870年代に考案したが、トインビーはキリスト教社会主義者であったラスキンの講義を聴講し影響を受けており、またバーネットの思想の源はモリスやチャールズ・キングズレーのキリスト教社会主義にある。サミュエル・バーネットと、オクタヴィア・ヒルとともに住宅改善運動に携わっていた妻のヘンリエッタ・バーネットは、1885年にセツルメント運動の最初の拠点であるトインビー・ホールを開設したが、ここはアーツ・アンド・クラフツ運動の手工芸ギルド創設の地であった。アーツ・アンド・クラフツ運動は、セツルメント運動の施設や、平和と平等を謳うキリスト教の一派クエーカーの施設なども手がけている。

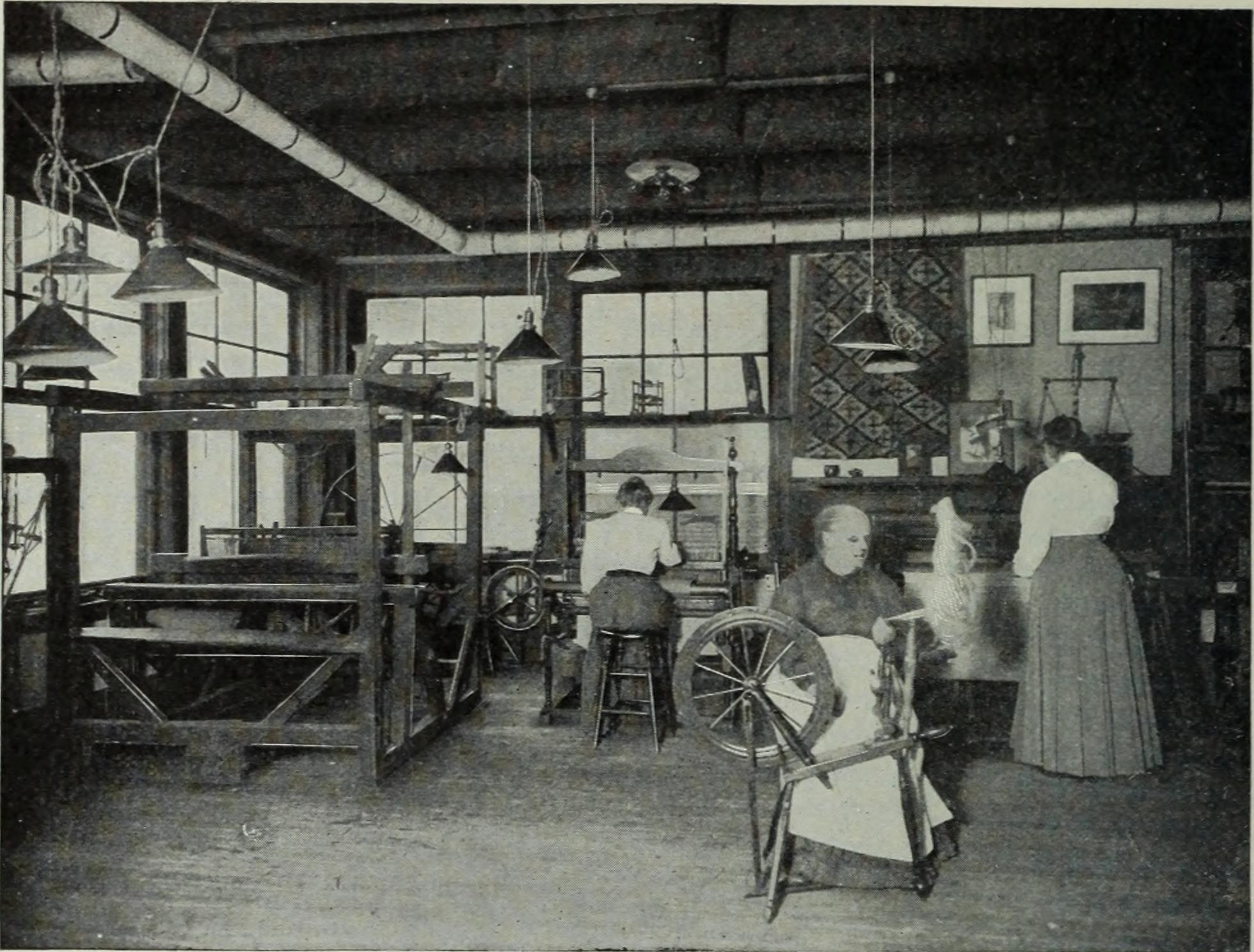
ハル・ハウスのテキスタイル部屋、1890年

また、アメリカのシカゴに設立されたセツルメントのハルハウスは、アメリカにおけるアーツ・アンド・クラフツ運動の拠点の一つだった。モリスの元で製本技術を学んだジュリア・ラスロップは、アーツ・アンド・クラフツ運動が不幸な人々のためのプログラムであることを知り、1906年にハル・ハウス内のシカゴ社会事業学校に作業治療コースを開設した。アメリカの作業療法のパイオニアとされるエレノア・クラーク・スレイグルはここで学んだ人物である。
アーツ・アンド・クラフツ運動の建築家たちが主導したドメスティック・リバイバル（住宅再興運動）から、田園郊外と呼ばれる新しい居住形態が生まれた。運動の出発点となったレッド・ハウスは、産業革命に伴う人口の都市集中と労働環境や住環境の悪化という状況にあった当時のイギリスで、都市生活者が田園的な住居に住むという当時の中流階級の理想の住居を初めて実際に示したものであり、その後のイギリスに「田園郊外」（garden suburb）、「田園都市」が生まれる契機をつくった。ドメスティック・リバイバルは、リチャード・ノーマン・ショウ（1831年－1912年）が設計したイーリングの住宅街ベッドフォード・パーク（1875年）等の田園郊外を生み出しており、ベッドフォード・パークはイギリスで最初の田園郊外であり、当時始まった鉄道沿線開発の最初の事例でもあった。
イギリスでは、19世紀末から20世紀初頭にロンドンで、アーツ・アンド・クラフツ運動に触発された知識人たちが社会改革運動を起こし、そこからセツルメント運動が始まり、その対象を貧困層から中流層に拡張することによって、田園都市の構想へと展開した。世界中の都市計画に大きな影響を与えた田園都市の構想・思想は、エベネザー・ハワードによると知られるが、その実践には、当時の時代を背景にハワードと意を同じくして活動していたモリスやラスキンらの共同が果たした役割が大きい。この時期に世界各地に起こった住環境刷新を目指す諸運動は、程度の差はあれモリスの思想と運動から影響を受けている。
モリスは自然保護の先駆者としても知られ、1877年に古建築物保護協会（通称「Anti-Scrape（削り取り反対）」）を設立、同協会はラスキンが設立に関わったナショナル・トラストと共に、イギリスの環境保護運動を牽引する存在となった。モリスやラスキンはヴィクトリア朝の修復（後世の付加と思われる部分、風化した石造部分の削り取り）に反対し、歴史的建造物を修復せずオリジナルのまま保存することを訴えており、アーツ・アンド・クラフツ運動は環境保護運動に影響を与えた。

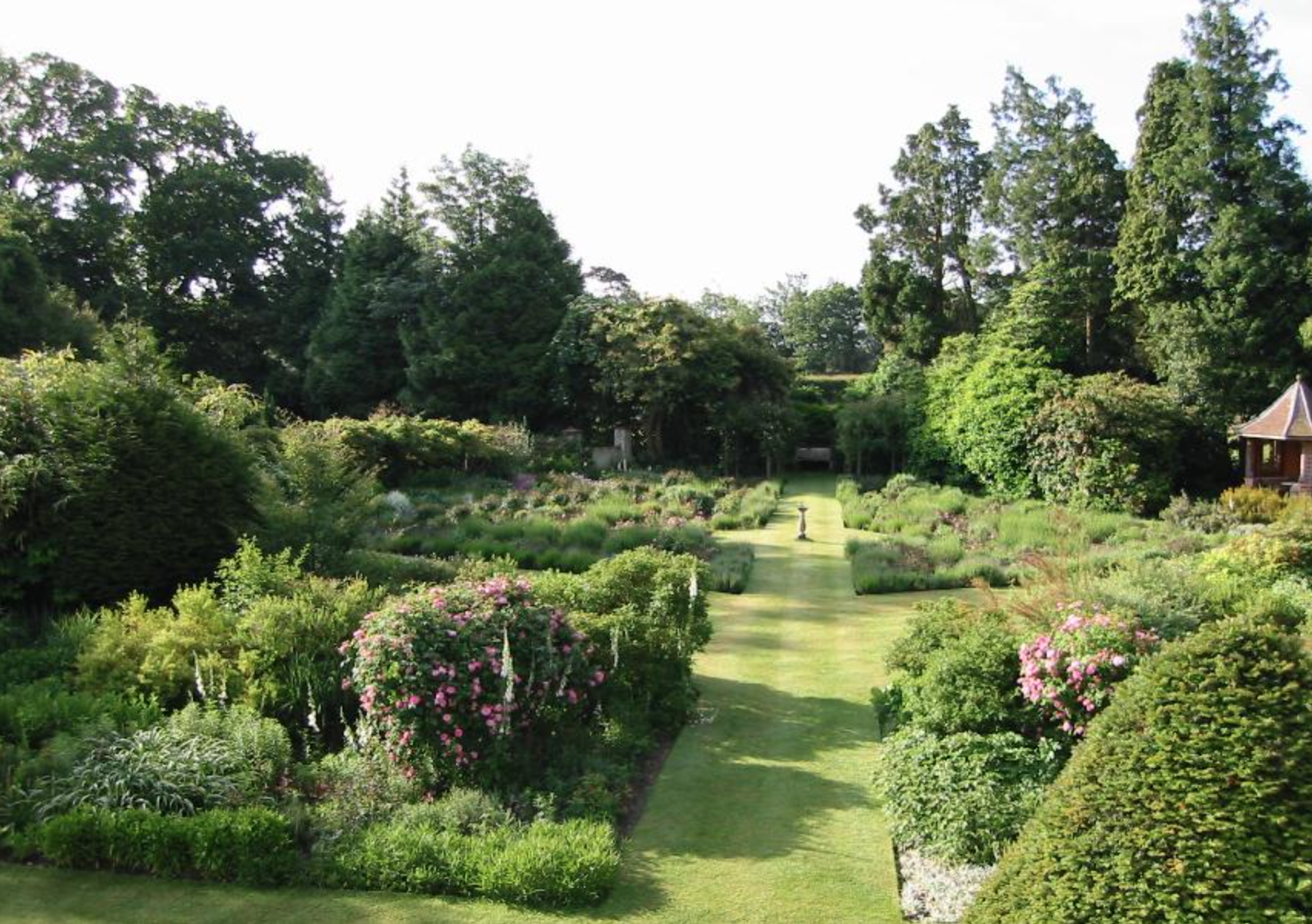
ガートルード・ジーキル設計の庭園（ダーマスト・ハウス）

アーツアンドクラフツ運動に影響を受けて誕生した女性芸術家の一人ガートルード・ジーキルは、目の疾患から美術工芸の道を断念して園芸学とガーデンデザインの道に入り、コテージガーデンの庭園学を創った。これは現在のイングリッシュガーデンの礎となっており、彼女はガーデンデザイナーとして多くの庭園を手掛け、ガーデニングの指南書や自身の庭園哲学書を出版した。

## 批評
手工芸にこだわるモリス商会の製品自体は結局高価なものになってしまい、裕福な階層にしか使えなかったという批判もある。モリスは「みんなで共有できないのであるならば、そんな芸術にいったいなんの用があるというのか」と問いかけ、芸術が少数の特権的な者たちのためにあるヴィクトリア朝社会を批判し、これにより彼は「20世紀には『みんな』が芸術を『共有』できるように要請する」という「モダン・ムーヴメント（近代運動）」の父とみなされているが、彼は理想化された中世ヨーロッパ的な「ゴシック的手工芸」にこだわり続けた。モリスのこうした中世主義的モダニズム（Medieval Modernism）は「19世紀の歴史主義」というヴィクトリアニズムの継承であり、アーツ・アンド・クラフツ運動は、「ゴシック的手工芸」は「少数の者のための芸術」にほかならないこと証明することとなった。社会主義者としてのモリスは芸術を庶民の手に取り戻す使命を意識していたが、彼が制作した私家版の本の値段は平均2ポンド半(現在の6万円相当)で、これは工房の職長の週給に相当するほど高額であり、その50倍の価格の本もあった。モリスは、彼の「理想の書物」は庶民の手には届かないという問題を指摘されると、「われわれが全員社会主義者だったら…どの街角にも公立図書館があって、最良の最も美しい活字で刷られた名著のすべてを誰でもそこに読みに行けたでしょう」と釈明した。
建築史家・美術史家のニコラウス・ペヴズナーの1936年の著作『近代運動の先駆者たち――ウィリアム・モリスからヴァルター・グロピウスまで』を先駆とする、ヨーロッパにおけるデザインのモダン・ムーヴメントを扱った歴史書の多くは、19世紀的なものを醜悪なものとみなし、アーツ・アンド・クラフツ運動は、それを美的・社会的観点から乗り越えようとしようとした人々の闘争の運動と考え、その過程に注目してきた。ペヴズナーはイギリスのアーツ・アンド・クラフツ運動を、ヨーロッパのモダン・ムーヴメントの源泉のひとつとして高く評価したが、イギリスはそれに続くモダン・ムーヴメントのお株を大陸諸国に奪われたとみなしている。
伝統や既成の権威を否定し脱却を目指す「モダン・ムーヴメント」と、物事を歴史的に理解し歴史・伝統に価値を認める「歴史主義」には齟齬があり、ペヴズナーは1936年の著作で、モリスが死去した1896年から10年も経たないうちにイギリス（イングランド）における「モダン・ムーヴメント」に向けての活動は頓挫したが、それはモリスの「教義」がヴィクトリアニズムからの分断を目指しながらも、その分断が中途半端だったことに原因があると分析している。

## 関係人物の一覧
既出の人物は除く。
- ヘンリー・コール（英語版）（1808年－1882年）ロンドンデザイン学校の校長。
- ジョージ・エドモンド・ストリート（英語版）（1824年－1881年）建築家。
- エドワード・ウィリアム・ゴドウィン（英語版）（1833年－1886年）建築家。アングロジャパニーズ・スタイルの影響を受ける。
- クリストファー・ドレッサー（1834年－1904年）デザイナー、植物学者。
- ウィリアム・ド・モーガン（1839年－1917年）画家、小説家。
- クリストファー・ウォール（Christopher Whall、1849年-1924年）ステンドグラス作家。
- C・F・A・ヴォイジー（英語版）（1857年－1941年）建築家、家具・テキスタイルデザイナー。
- アレキサンダー・フィッシャー（英語版）（1864年－1936年）画家・デザイナー。
- アーネスト・ギムソン（1864年－1919年）家具デザイナー・建築家。
- ジェシー・ニューベリー（1864年－1948年）刺繡作家・デザイナー。
- ベイリー・スコット（1865年-1945年）インテリアデザイナー・建築家。